# Vitocha

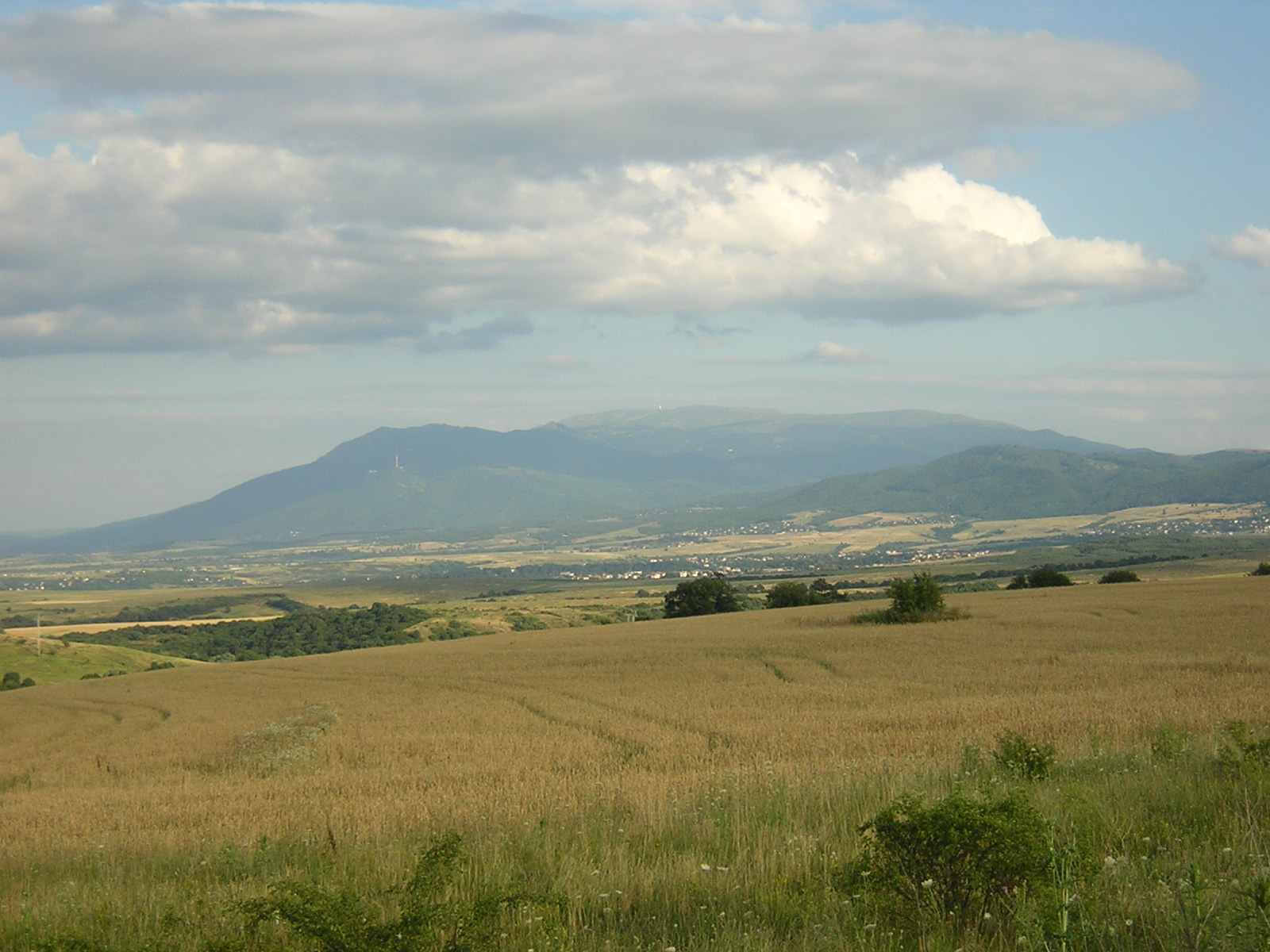
Vue du Vitocha depuis Požarevo, au nord-ouest de Sofia.

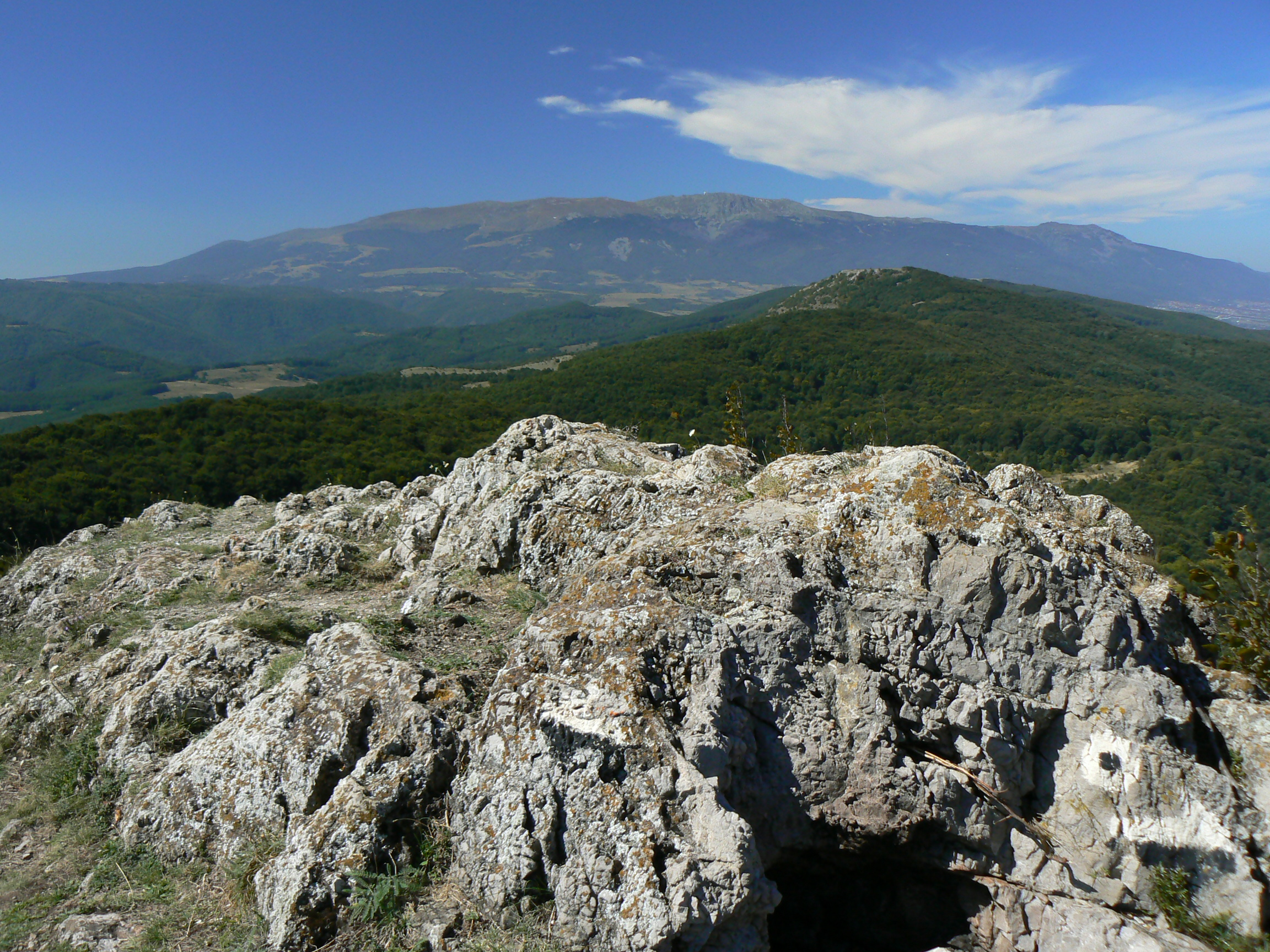
Vue du Vitocha, en arrière-plan, depuis le mont Poluvrak dans la Lozenska planina.

Le Vitocha (['vitoʃa], orthographe francisée du bulgare Витоша, translittération internationale Vitoša — on trouve aussi souvent, dans les sources françaises, le singulier « le mont Vitocha » ou encore, suivant l'usage bulgare, « le Vitocha ») est un massif montagneux de l'Ouest de la Bulgarie, qui surplombe la capitale Sofia de son immense dôme d'origine volcanique en la limitant au sud/sud-ouest. Le Vitocha a donné son nom à la principale artère commerciale de Sofia, le boulevard Vitocha (булевард Витоша, bulevard Vitoša). Il est l'un des symboles de la capitale bulgare, ainsi que le site le plus proche pour la randonnée pédestre, l'alpinisme et le ski. Les transports urbains permettent d'atteindre les abords boisés du massif en quarante-cinq minutes environ. Le massif présente une forme presque ovale, d'une longueur nord-sud de 19 kilomètres environ et d'une largeur de 17 kilomètres d'ouest en est. Il s'élève à 2 290 mètres d'altitude : le point culminant, le Černi vrǎh (« Pic noir »), est situé sur une sorte de plateau non boisé, dont les dimensions sont d'environ 2 kilomètres sur 2. Une station météorologique y est installée, ainsi que des équipements radar militaires. Le Vitocha se place ainsi, par son altitude, au quatrième rang des massifs bulgares, après le Rila (2 925 m), le Pirin (2 914 m) et le Grand Balkan (2 376 m).
Le parc naturel du Vitocha, fondé en 1934, est le plus ancien des Balkans. Il englobe environ 27 000 hectares, ce qui représente 90 % du massif. Le parc comprend deux réserves naturelles de biosphère, dont une est inscrite au programme sur l'Homme et la biosphère de l'UNESCO.

## Étymologie et toponymie

### Étymologie

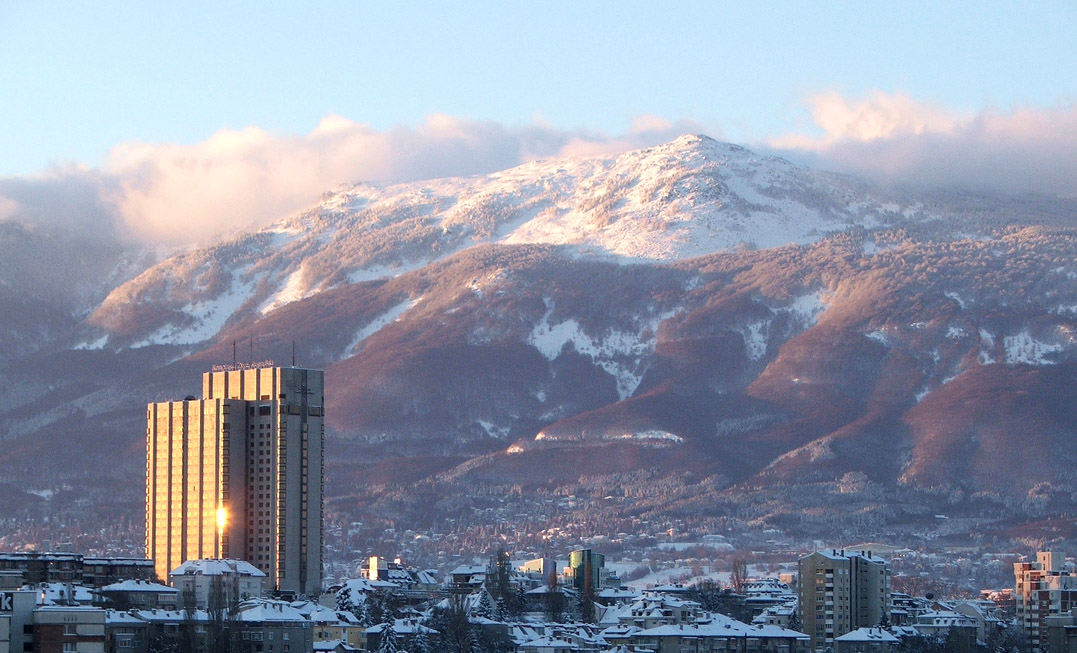
Vue du Vitocha depuis Sofia.

Selon certaines sources, le nom actuel du Vitocha aurait une origine thrace et signifierait « deux tranches ». Cela rappelle la forme bicéphale due aux deux pics des Reznjovete (Grand et Petit rezen, « Grande et Petite tranche »), qui caractérise le mieux le profil du massif vu de la plaine de Sofia.
Le nom actuel Vitocha est apparu au cours du Moyen Âge. Les Slaves auraient remplacé par ce nom les anciens noms du massif, qui ont été transmis dans les œuvres d'Aristote et de Thucydide (Skombros), et Pline l’Ancien (Scopius). D'autres auteurs grecs parlent de Skomios. Ces trois noms rapportés par les auteurs antiques suggèrent le sens de « montagne pointue, escarpée ».
Alors que le nom de Vitocha, qui évoque le sommet dit Reznjovete (Резньовете, qui comporte en fait deux sommets situés à l’est du Černi vrǎh, le Malǎk rezen, « petite tranche » et le Goljam rezen, « grande tranche »), dénomination qui a été étendue à l’ensemble du massif, les noms antiques, Skombros et Scopius ont été conservés dans le nom actuel d’un sommet du massif, le Skoparnik.

### Toponymes du Vitocha en Antarctique
Des toponymes rappelant le Vitocha ont été attribués par la Commission bulgare pour les toponymes antarctiques à des lieux se trouvant sur l’île Livingston, au nord du continent antarctique : col du Vitocha, tertre du Rezen (qui rappelle le petit et le grand Rezen), pic de Komini (qui rappelle le sommet Kominite) et rocher de Kikiš,.

## Géographie

### Topographie

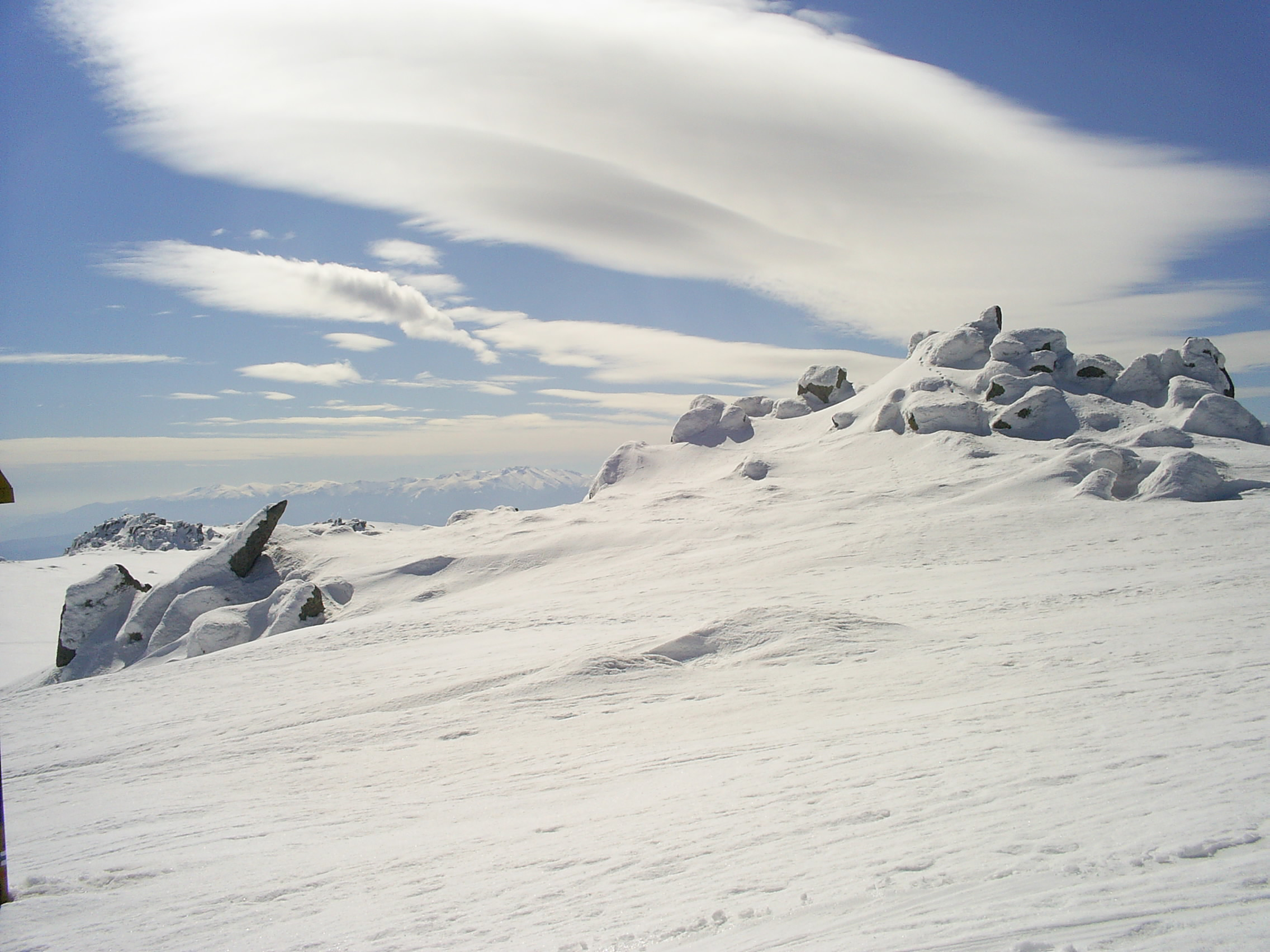
Vue du Černi vrǎh.

Carte du Vitocha (dans les deux alphabets).

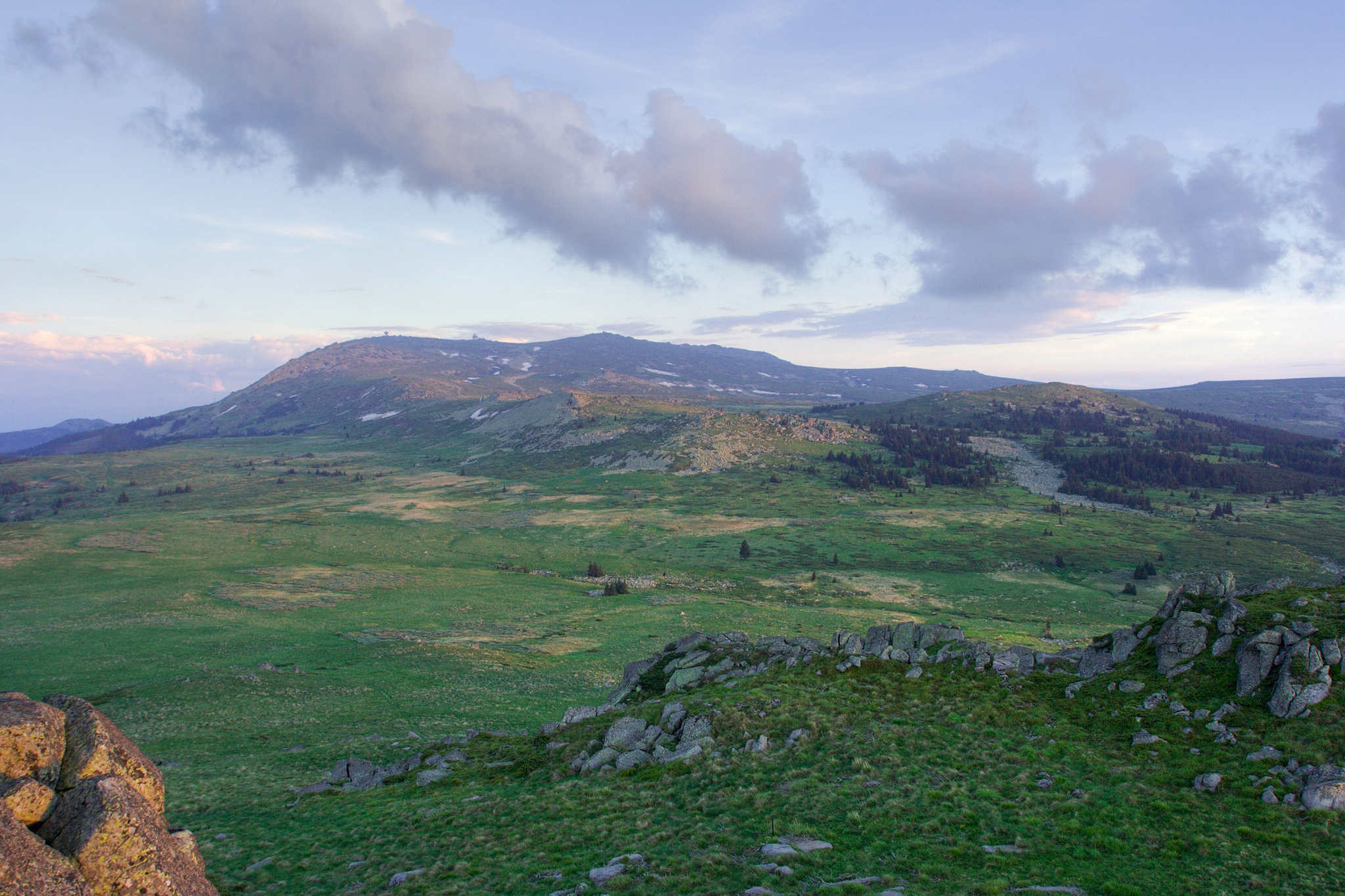
Vue du plateau du Vitocha, avec le Malǎk rezen, le Goljam rezen et le Černi vrǎh (à l’horizon, au milieu), photo prise depuis le sommet Ušite (« les oreilles »).

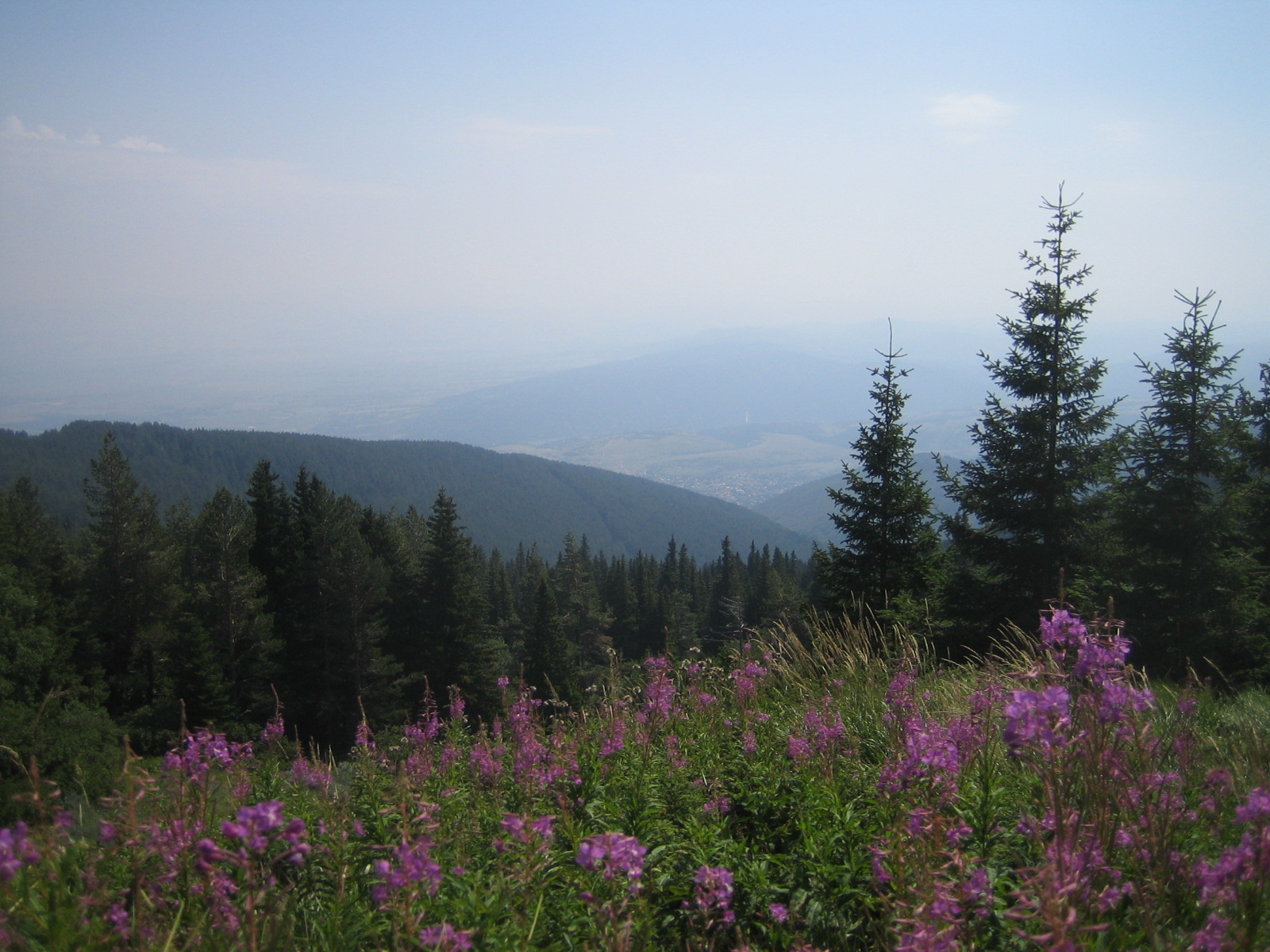
Vue de la plaine de Sofia depuis le Vitocha.

Les monts Vitocha sont situés entre le Grand Balkan et l’ensemble formé par le Rila et les Rhodopes et constituent l’unique massif en forme de coupole de Bulgarie. Le massif est nettement séparé des autres massifs bulgares, et la crête principale du Vitocha se dessine distinctement selon la ligne suivante : Černi vrǎh – Reznjovete – Skoparnik – Ostrica.
Le massif a la forme d’une coupole ou d’un dôme et ne présente pas de reliefs profonds caractéristiques des vallées ou d’autres formations comparables. Cela est dû au fait que le Vitocha est un massif relativement jeune.

### Principaux sommets
Le massif du Vitocha comprend 12 sommets de plus de 2 000 m :
- Černi vrǎh (Черни връх, « pic Noir ») - 2 290 m
- Goljam rezen (Голям резен, « Grande tranche ») – 2 276,5 m
- Skoparnik (Скопарник) – 2 226,8 m
- Bezimenen (Безименен, « Sans nom »), également appelé Karačair (Карачаир) – 2 208,1 m
- Kupena (Купена) – 2 195,8 m
- Malǎk rezen (Малък резен, « Petite tranche ») – 2 182,4 m
- Jarlovski kupen (Ярловски купен) - 2 173 m
- Goljam Kotur (Sivrikaja) [Голям котур (Сиврикая)] – 2 113,1 m
- Samara (Самара), également appelé Sedloto (Седлото, « la Selle ») – 2 103,6 m
- Lǎvčeto (Лъвчето, « le Lionceau ») - 2 053 m
- Selimica (Селимица) – 2 040,7 m
- Siva Gramada (Сива грамада, « Amas gris ») - 2 003 m

Quelques sommets de moins de 2 000 m :
- Sredec (Средец) – 1 968,4 m
- Ušite (Ушите, « les Oreilles ») – 1 905,8 m
- Goljam kupen (Голям купен) – 1 929,8 m
- Černata skala (Черната скала, « la roche Noire ») – 1 868,7 m
- Kamen del (Камен дел, « Cime rocheuse ») – 1 861,7 m
- Ostrec (Острец, « Rapette ») – 1 832,1 m
- Ostrica (Острица, « Carex ») – 1 695,6 m
- Vladajski černi vrǎh (Владайски черни връх, « Pic noir de Vladaja ») – 1 640,8 m
- Kominite (Комините, « les Cheminées ») – 1 653,1 m
- Krǎsta (Кръста, « la Croix ») – 1 560,9 m
- Petrus (Петрус) – 1 454,7 m[8].

Il existe également sur le massif du Vitocha d’autres sommets ainsi que des cotes sans nom inférieures à 2 000 m.

### Hydrographie

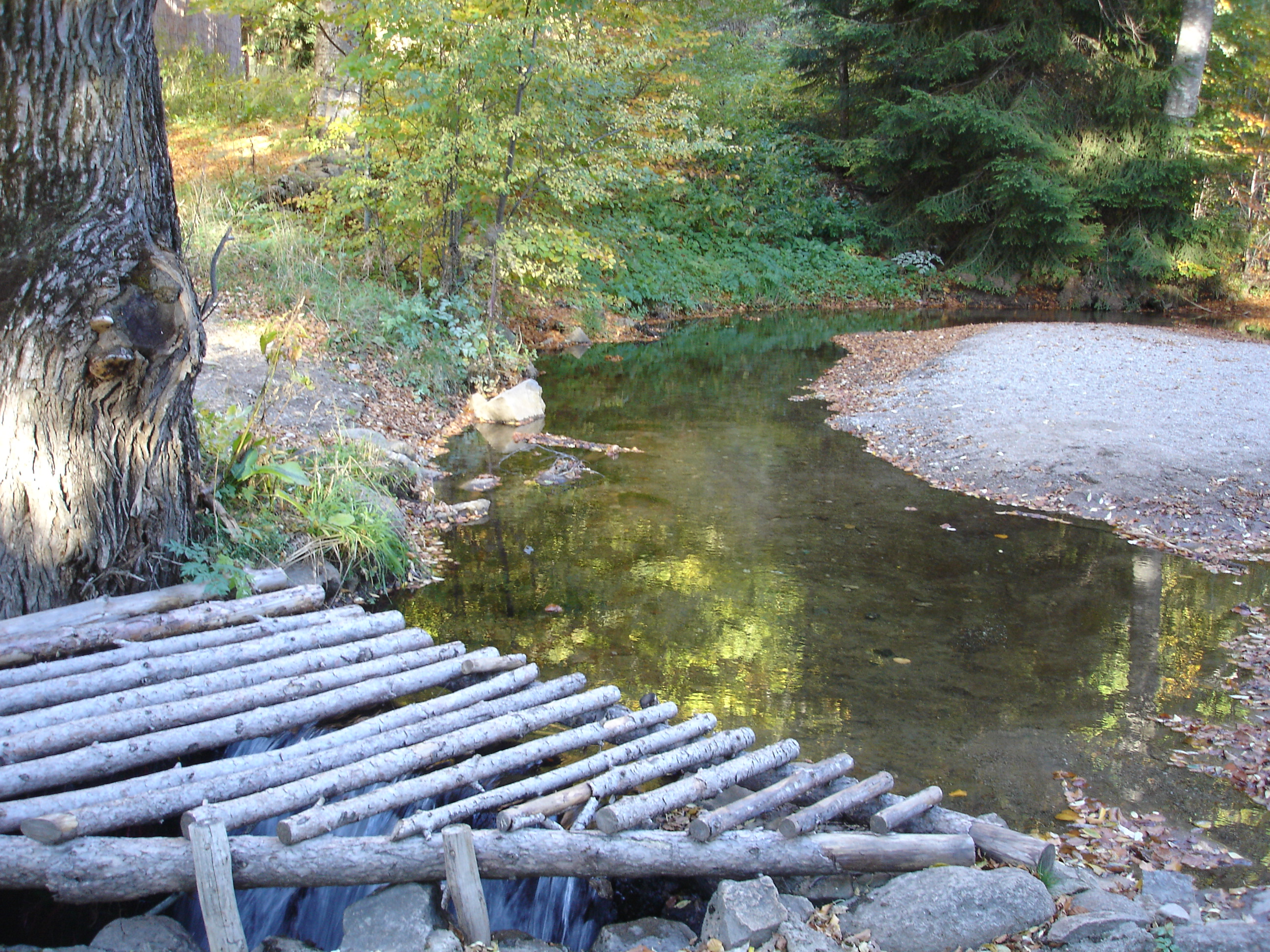
Ruisseau au lieu-dit Les Ponts d’or (Zlatnite Mostove).

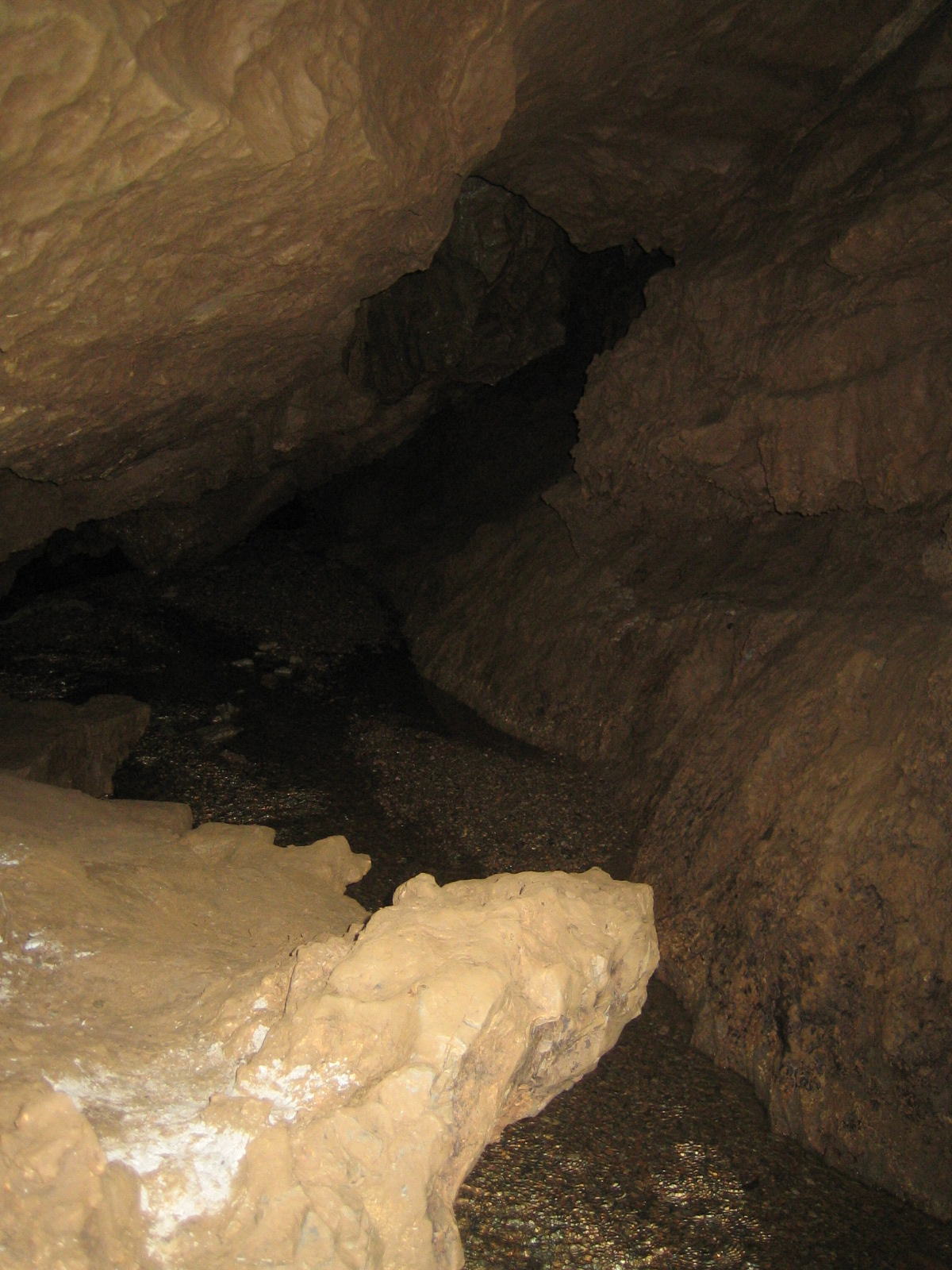
La Struma au début de son cours, dans la grotte de Duhlata.

Le Vitocha est très riche en eau : on y trouve un grand nombre de petites sources et 8 sources plus importantes donnant naissance à des rivières, pour la plupart affluents de l'Iskǎr : au sud du massif, la Palakarija et la Kurtova reka, à l'ouest la Selskata reka qui traverse le village de Železnica et la Bistriška reka (dont le nom provient du village de Bistrica), au nord la Dragalevska reka (du quartier de Dragalevci) et la Bojanska reka (du quartier de Bojana, qui, sous le lieu-dit Momina skala, forme la cascade du même nom), au nord-ouest la Vladajska reka (du village de Vladaja), à l'ouest la Matnica. Cependant, l’unique cours d’eau important qui jaillit dans le massif est la Struma, qui traverse le sud-ouest de la Bulgarie et le nord de la Grèce et se jette dans la mer Égée. Jaillissant en contrebas du Černi vrǎh, la Struma se dirige vers le sud et traverse le village de Čujpetlovo (situé au centre du massif), puis vers l'ouest et quitte le massif après avoir traversé le village de Bosnek. En 1953 le lac de retenue de Studena, qui jouxte le massif, a été créé sur son cours, afin d'assurer l'approvisionnement en eau potable de la ville de Pernik. Le Vitocha est la zone de captage des eaux la plus importante de l’agglomération de Sofia. En revanche, il n'existe que des lacs de très petite taille sur le territoire du Vitocha, et toutes les tentatives visant à créer artificiellement un plan d'eau plus étendu ont échoué.
Une importante ligne de partage des eaux balkanique traverse le Vitocha : au sud de cette ligne, les cours d'eau appartiennent au bassin versant de la mer Égée, alors qu'au nord, ils font partie du bassin versant de la mer Noire et du Danube.

### Géologie

#### Géomorphologie
Du point de vue du substrat rocheux et du plissement de l’écorce terrestre, le Vitocha, ainsi que les territoires voisins, fait partie du synclinal des massifs du Viskjar et du Vitocha ou synclinal de Sofia. Par conséquent, il est possible d'y retrouver la trace de la plupart des processus de faille. Les zones principales dans lesquelles ont lieu ces processus sont la faille de Bosnek, la zone de cisaillement de Železnica et d’autres encore. Géologiquement, le massif est de formation hercynienne et est essentiellement composé de syénite.

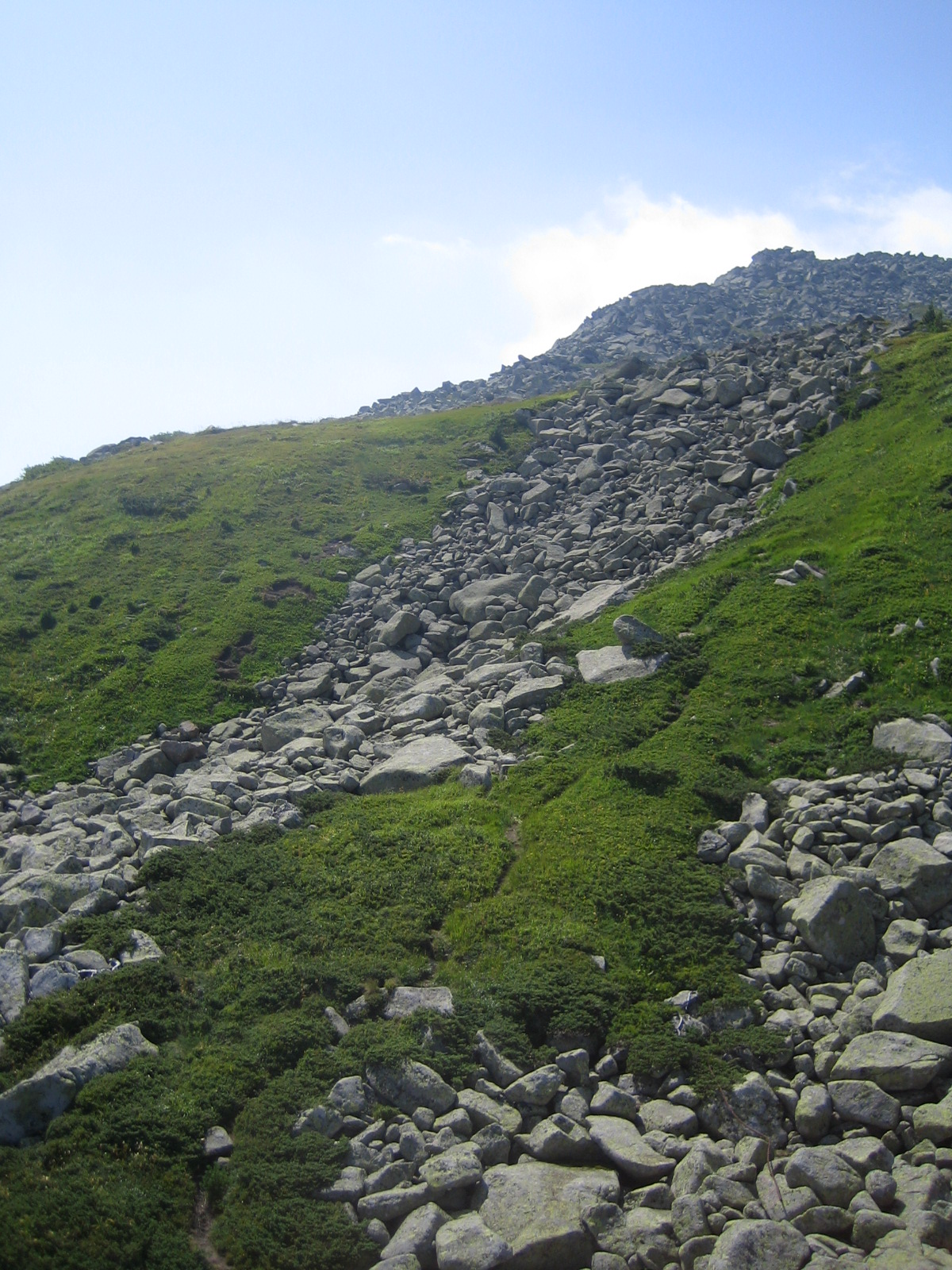
Coulée de pierre sur le Vitocha.

Les coulées de pierres (souvent appelées improprement « moraines », à cause de leur ressemblance morphologique avec celles-ci) sont caractéristiques du Vitocha. Elles se présentent comme de grands amoncellements de blocs rocheux aux formes arrondies, la plupart du temps dans le lit des cours d'eau, et sont le résultat du ruissellement et de l’évaporation des eaux, qui ont progressivement aplani les arêtes de blocs de syénite et de monzonite issus du substrat rocheux. Elles sont situées à des altitudes supérieures à 1 000 mètres.
Les coulées de pierres constituent un important but de randonnée dans le massif. En outre, sur le territoire du parc naturel, il existe un grand nombre d’éboulis rocheux.

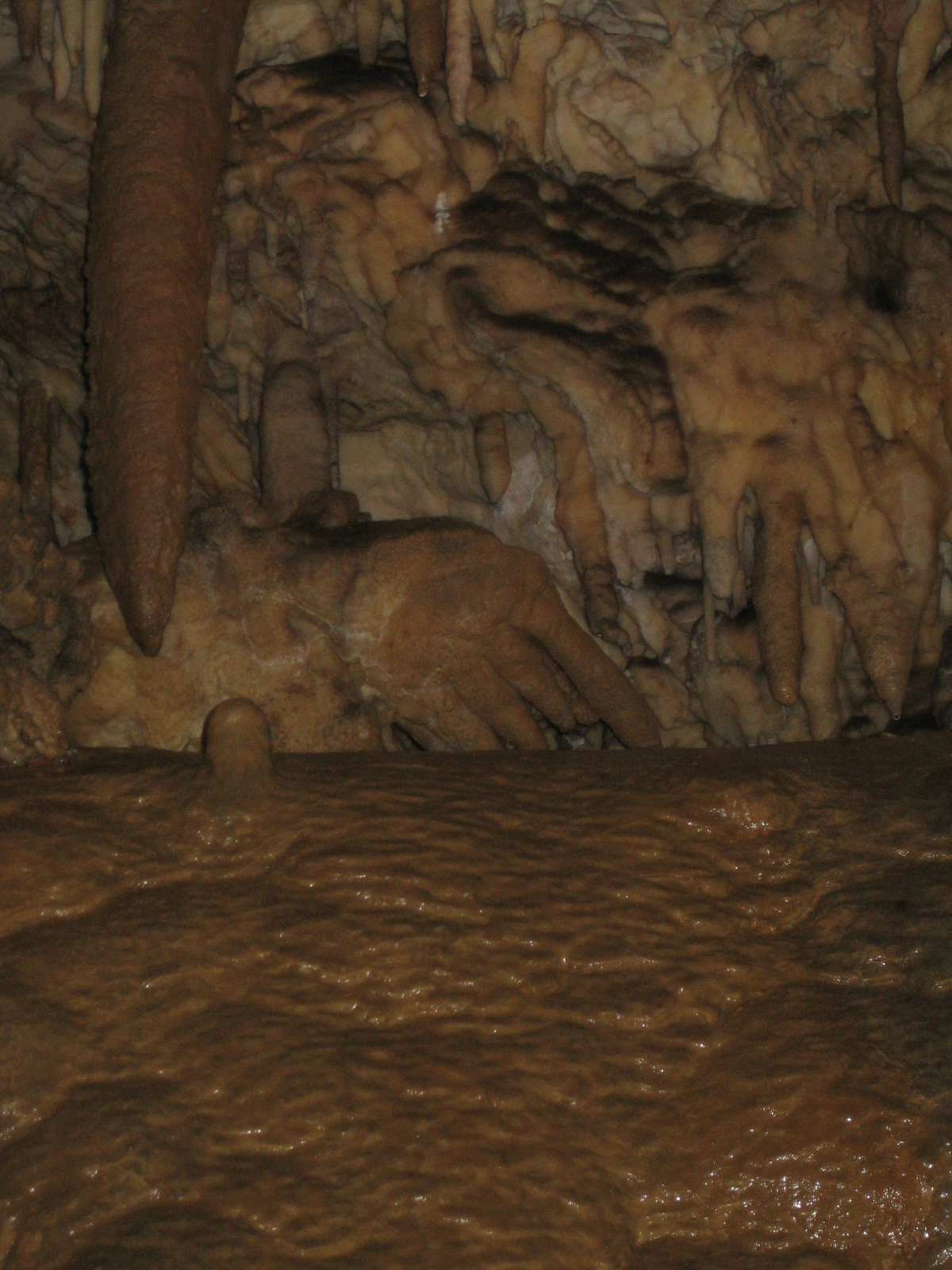
La « main de Tangra », concrétion célèbre de la grotte de Duhlata.

La région karstique de Bosnek au sud-est du massif présente également un intérêt, non seulement pour les randonneurs, mais aussi pour les chercheurs. Elle constitue la plus grande zone de formes karstiques dans le massif du Vitocha. Sa surface, d’environ 30 km2, et presque totalement incluse dans le parc naturel du Vitocha. Quarante grottes et gouffres y sont répertoriés, dont la plus longue grotte de Bulgarie, la grotte de Duhlata (également appelée grotte de Bosnek), d'une longueur de 17,6 km et d'une profondeur de 53 m. Elle présente un réseau labyrinthique complexe sur six étages, résultat des écoulements souterrains de la Struma, comprenant des galeries, des lacs souterrains, des cascades et des concrétions calcaires. Vingt-deux espèces d'animaux cavernicoles, dont six espèces de chauves-souris y vivent.

#### Sols
La grande diversité des conditions géographiques et les grandes différences d’altitude dans les différentes parties du massif ont pour conséquence une grande diversité pédologique. La formation des sols se déroule fondamentalement dans une couche située au-dessus des produits de la météorisation des roches à caractère acide. La flore spécifique participe également à la formation des sols.
Les surfaces présentant des sols de type sol brun forestier, sol forestier de montagne et de prairie, sol tourbeux et sol de tourbière humide sont les plus importants. On rencontre également des luvisols chromiques, qui sont souvent lessivés.

### Climat

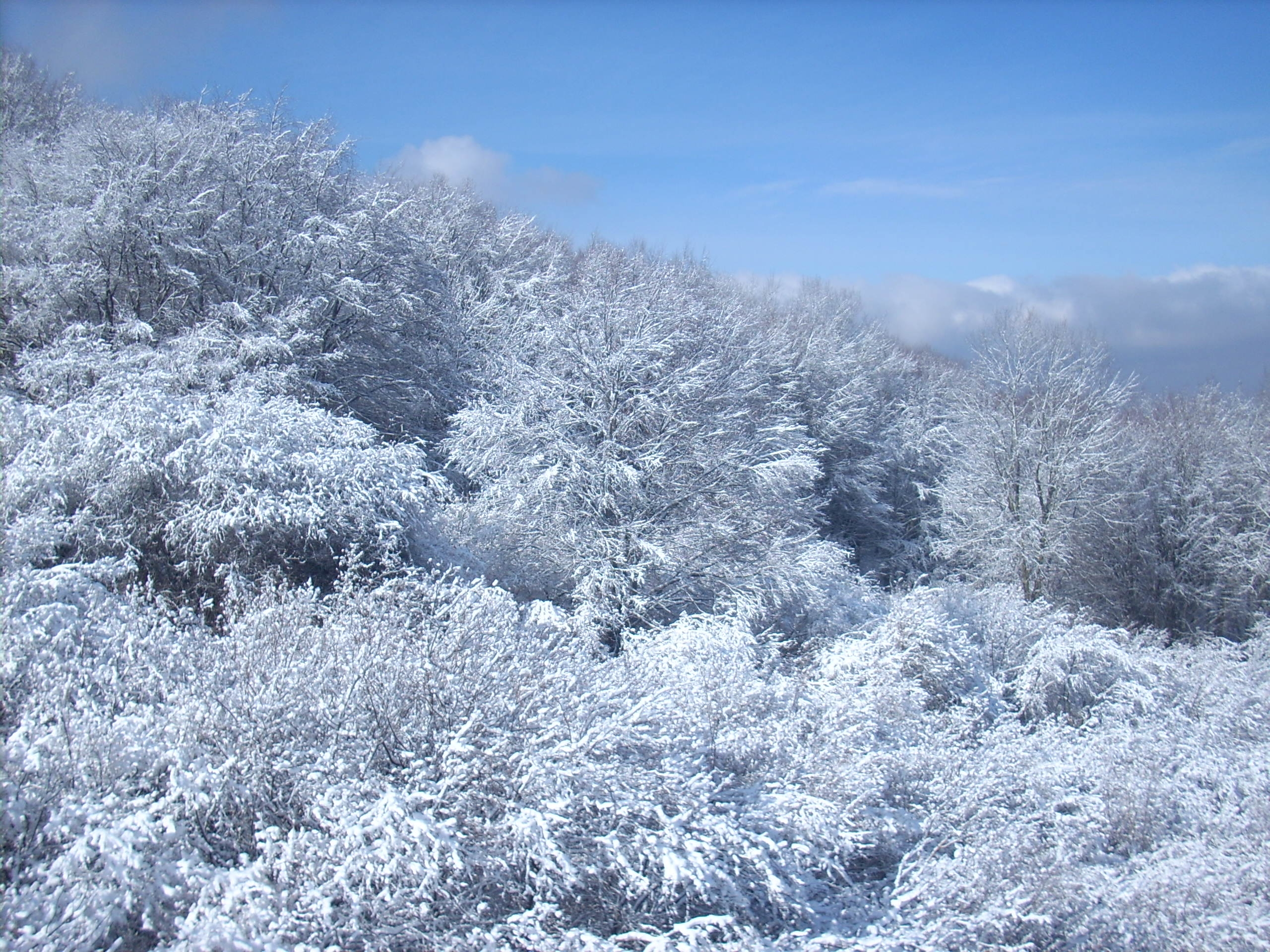
Arbres givrés sur le versant nord du Vitocha (février 2009).

Dans les parties les plus élevées du Vitocha, les températures sont relativement basses pendant toute l’année. La température mensuelle moyenne est en janvier de −4 °C, de −8 °C sur le Černi vrǎh. Les températures estivales ne sont pas non plus très élevées : la température moyenne en juillet est de 13 °C, de 8 °C sur le Černi vrǎh. La température maximale absolue est de +24 °C sur le Černi vrǎh, la minimale absolue de −27 °C.
Les vents dominants soufflent du sud-ouest. Les vents atteignent souvent, sur les parties les plus élevées du massif, des vitesses importantes, et il en résulte de nombreux arbres déracinés (chablis). Sur la crête du Vitocha, la vitesse moyenne annuelle du vent est supérieure à 10 m/s.
La durée annuelle d’ensoleillement est relativement faible : dans les parties moyennes du massif, elle est de 2 400 heures, alors que sur le Černi vrǎh, elle est inférieure à 2 000 heures.
Dans les parties les plus basses du massif, la quantité annuelle des précipitations atteint 700 millimètres, et dans les parties plus hautes, 1 000 millimètres. Sur le Černi vrǎh, les précipitations annuelles sont de 1 050 mm. Les fortes précipitations de neige ou de grêle qui s’abattent sur le massif représentent plus de 50 % de la quantité totale des précipitations annuelles.

### Flore

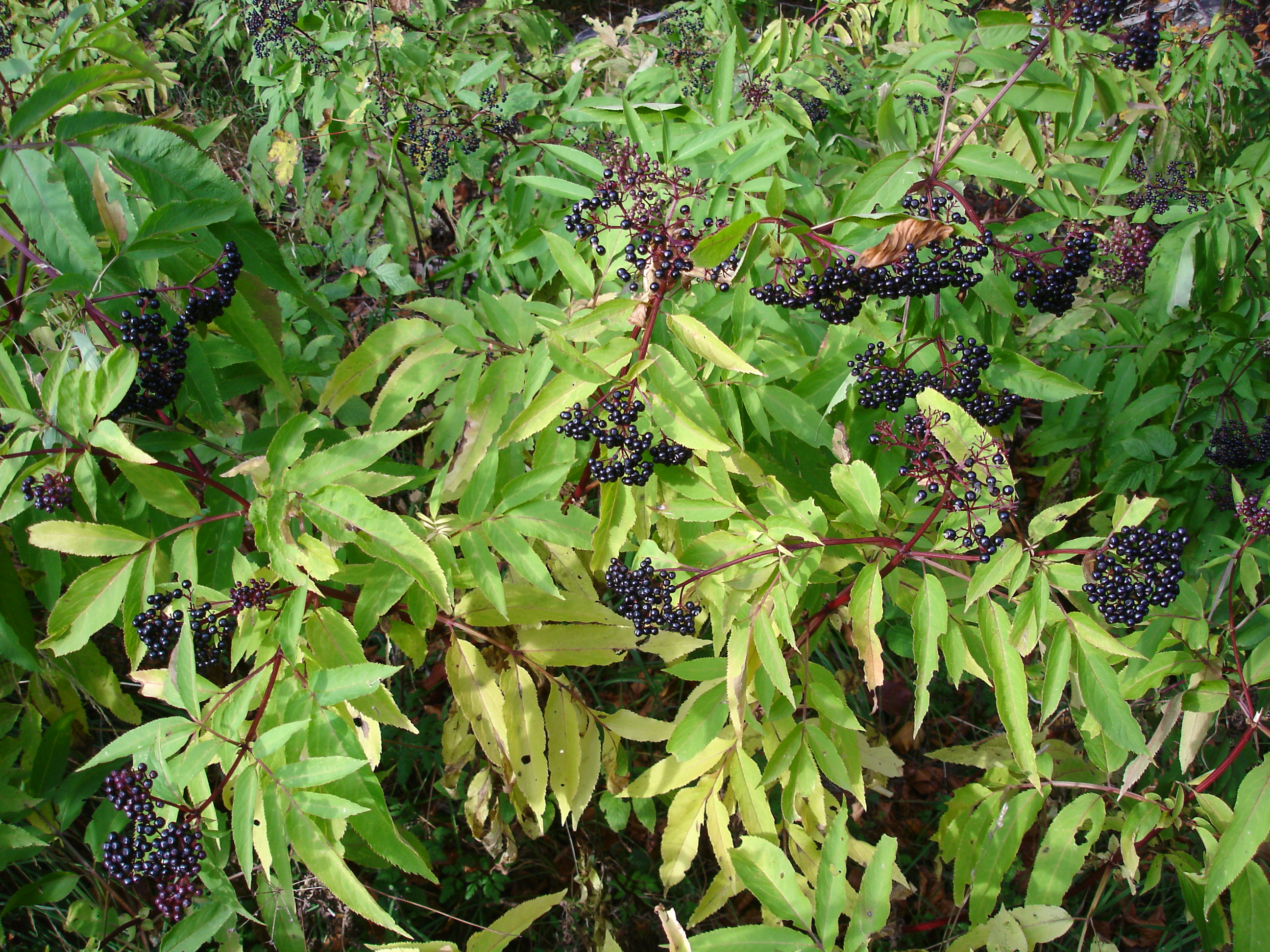
Sureau noir près du lieu-dit Kopitoto.

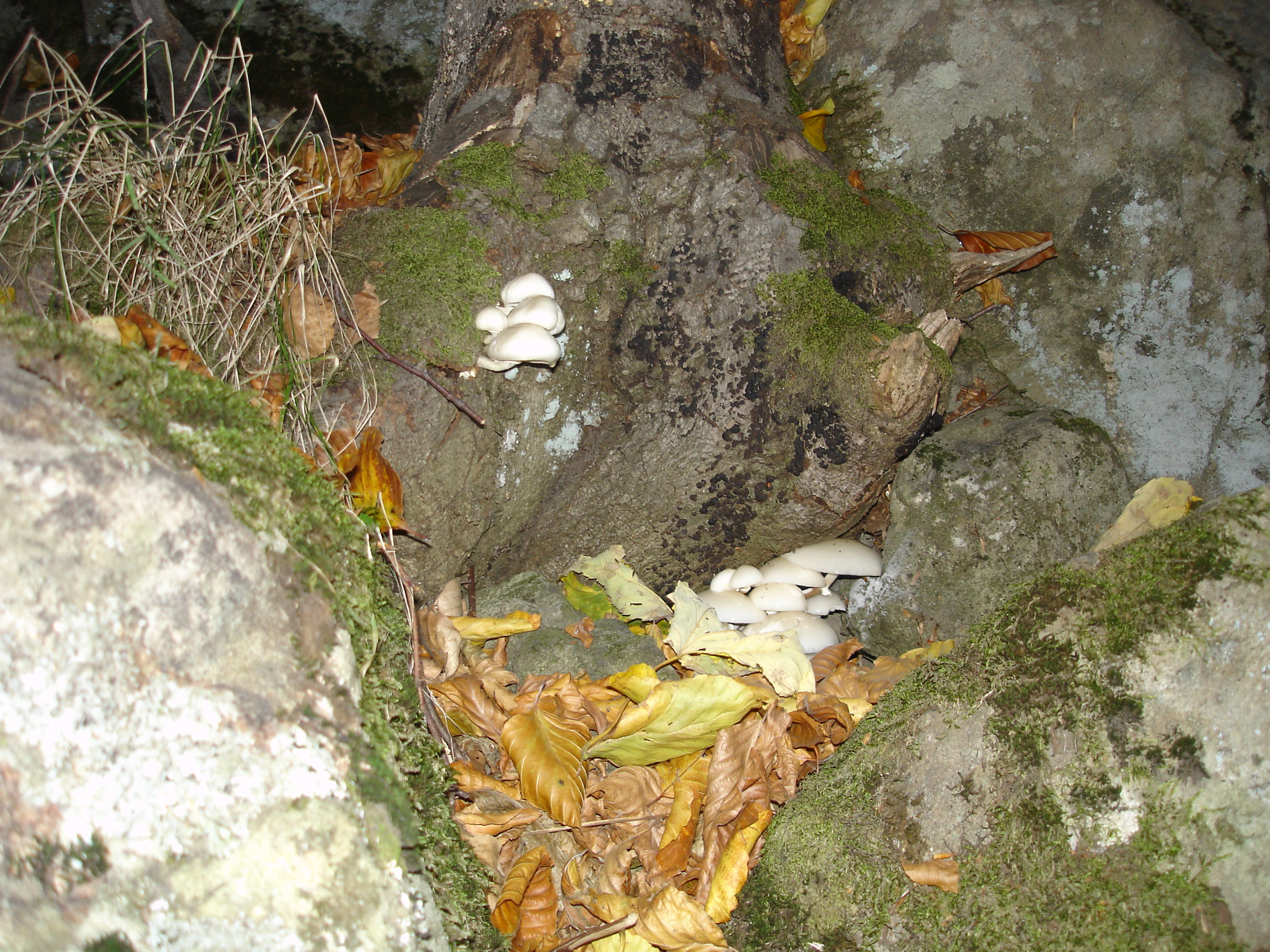
Champignons près du chalet Momina skala.

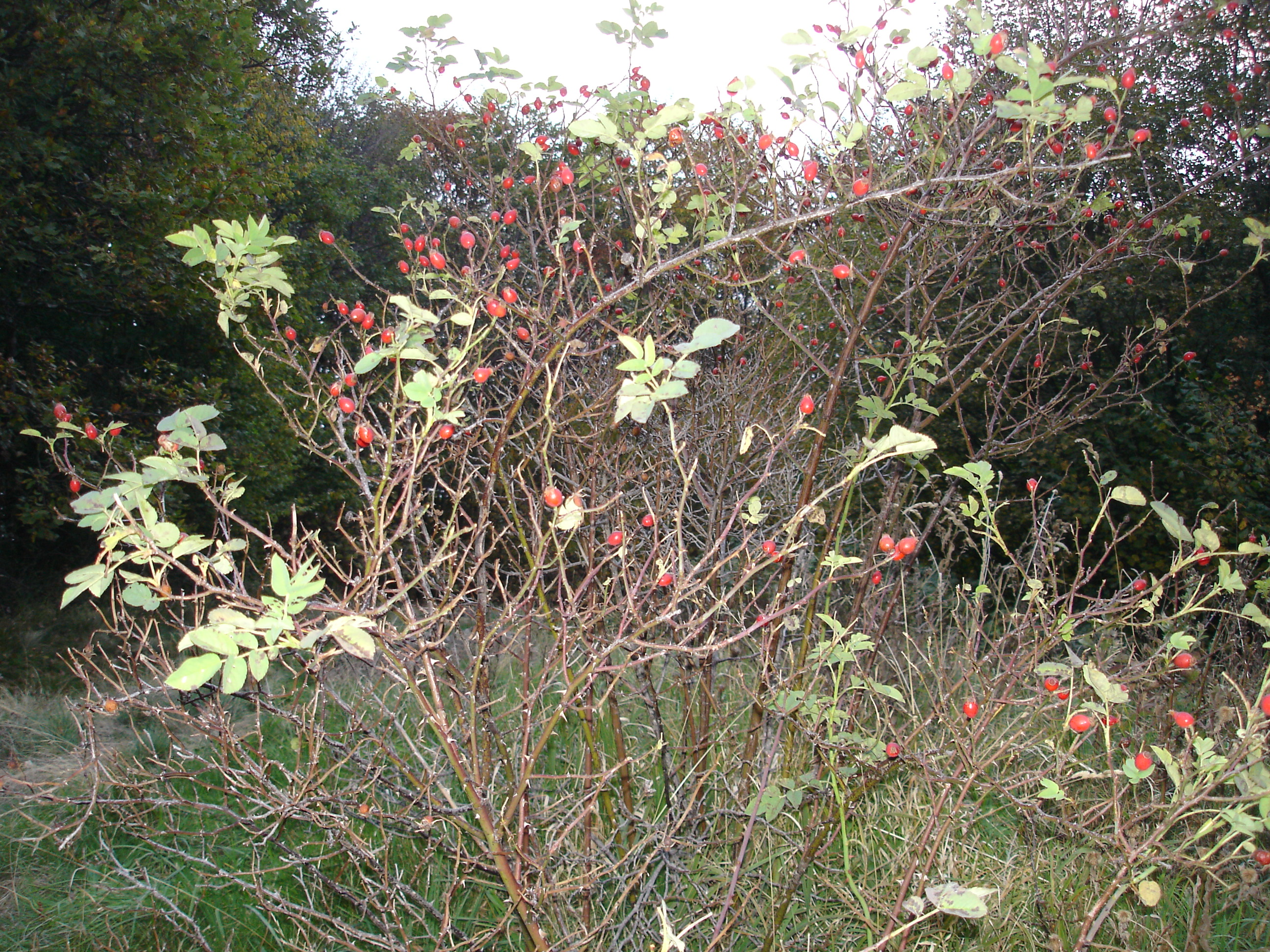
Églantier près du chalet Esperanto.

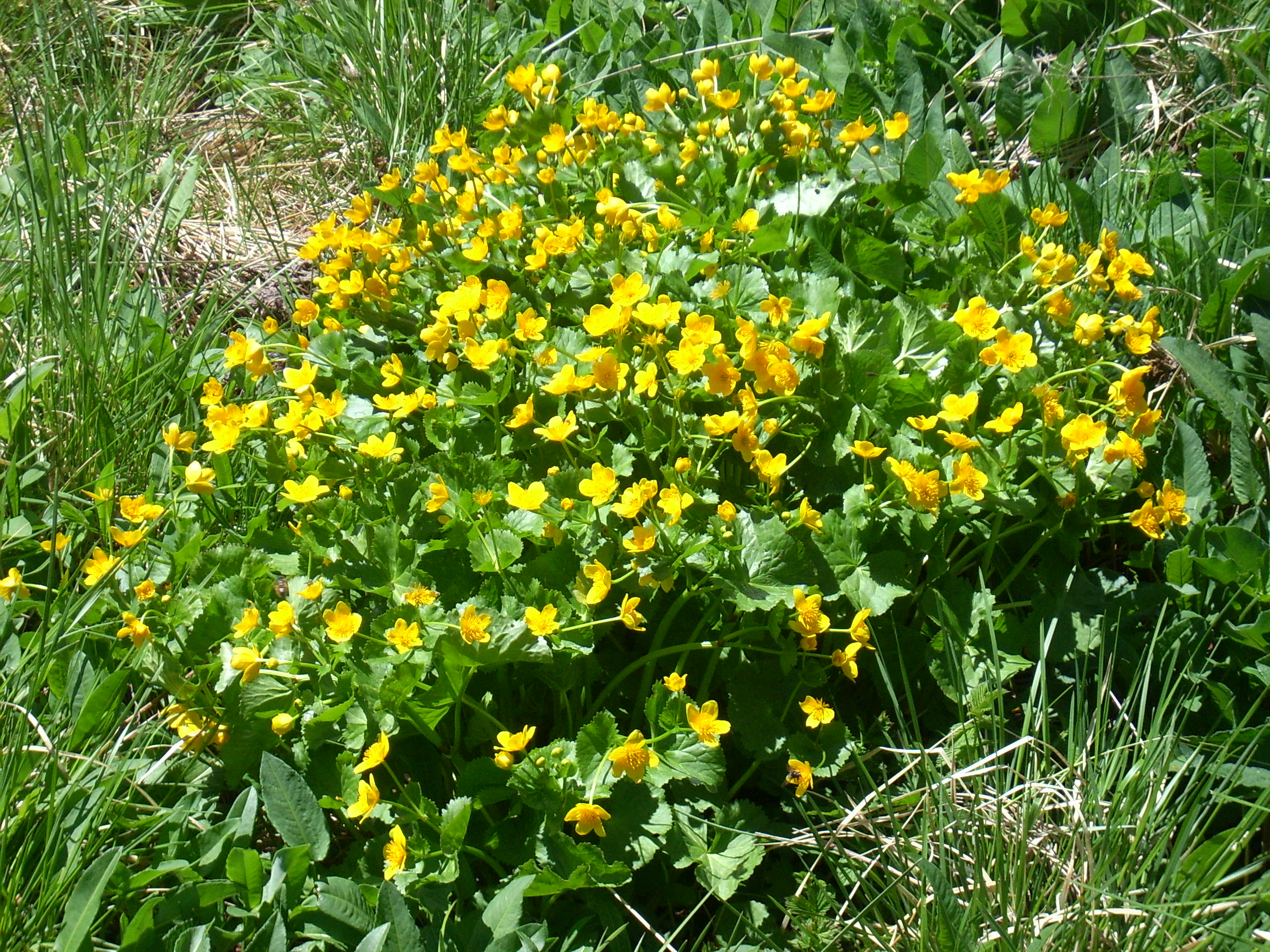
Touffe de populages des marais (dans la réserve de Torfeno branište).

Les forêts occupent plus de 50 % de la surface totale du massif, les herbages 25 %, les 25 % restants étant occupés par des massifs rocheux, des éboulis de pierre et des surfaces qui, à cause de particularités tenant au relief, ne présentent aucune végétation.
Environ 1 500 espèces de plantes supérieures sont observables dans l’écosystème du Vitocha, ce qui représente à peu près 50 % de toutes les plantes répertoriées en Bulgarie. Parmi elles, il y a 24 espèces endémiques et 52 espèces figurant sur la liste rouge bulgare des espèces en danger (Červena kniga na Bălgarija).
Le monde végétal du parc naturel du Vitocha est le résultat des fluctuations climatiques ainsi que de l’influence humaine. Des implantations humaines existant dans les environs de la montagne depuis plus de deux millénaires, elles ont eu une influence importante sur les espèces végétales implantées dans le parc. Par exemple, au cours du XXe siècle, à cause de coupes incontrôlées, les forêts séculaires de hêtres et de chênes qui recouvraient le pied et les parties basses de la montagne ont été fortement affectées. Dans le même temps, les parties les plus hautes du Vitocha ont également été déboisées, afin de céder la place à des pâturages.
Depuis quelques années, on remarque une nouvelle régénération naturelle de la forêt. Un exemple de cet état de fait est constitué par les sites proches du sommet dit Veneca (« la couronne », à l’est du sommet dit Belčova skala), où poussent de jeunes pins de Macédoine, âgés maintenant (printemps 2008) de 5 à 6 ans et provenant de la forêt de pins voisine, elle-même issue d’un reboisement artificiel. Sur le vaste versant méridional qui s’étend sur une grande longueur entre le sommet dit Jarlovski kupen et la rivière Palakarija se sont implantés, également de façon naturelle, de jeunes conifères qui poussent jusqu’à une altitude de 1 800 mètres. À d’autres endroits du massif, la situation est analogue.
La végétation florale du massif est d'une grande richesse, quels que soient l'altitude et l'étage considéré. Parmi les ranunculacées, la « tulipe du Vitocha » (en bulgare Vitoško lale) que les documents touristiques bulgares identifient au trolle d'Europe et dont la floraison commence en juin, est le symbole floral du massif. En réalité, il semble que cette dénomination populaire désigne plus souvent le populage des marais, beaucoup plus commun dans les zones humides du Vitocha. Dans la même famille, on trouve l'ancolie dorée (Aquilegia aurea, L.) Au printemps, on rencontre également la perce-neige géante. Parmi les fleurs inscrites sur la liste rouge bulgare des espèces en danger, on trouve des liliacées comme Lilium jankae (Kern) aux corolles jaunes et le lis martagon, des gentianes comme la gentiane de Bulgarie, la gentiane ponctuée, la gentiane jaune, ainsi que des fleurs de la famille des orchidées comme la spiranthe d'automne ou l'orchis globuleux. Dans les autres familles de fleurs, on rencontre aussi la pulsatile des prés (Pulsatilla pratensis, L./Mill.), ou encore le droséra à feuilles rondes, une plante à fleur insectivore, elles aussi protégées par la loi.

#### Étage alpin
Malgré l’importante altitude du massif, il manque au Vitocha un véritable étage alpin. Cela est dû, dans une certaine mesure, au déboisement et à la création de vastes pâturages, qui ont causé la disparition de la végétation propre à cet étage. Dans les parties les plus hautes, il existe des formations végétales caractéristiques de l’étage alpin, mais ce ne sont que des colonies isolées, qui ne constituent pas un système complet. Un représentant essentiel de cet étage est la seslérie de montagne : Sesleria comosa (Velen.), Sesleria latifolia (Adamov.) On rencontre également cette graminée dans les parties plus basses du massif, mais elle y est moins répandue.

#### Étage subalpin
En comparaison, la végétation de l’étage subalpin est plus importante et nettement distincte. Elle est caractérisée par une végétation arbustive et par des conifères, ainsi que par des surfaces nettement séparées, recouvertes de végétation herbacée. Dans les parties les plus boisées de cet étage, on rencontre des pins des montagnes et des épicéas communs, cette dernière essence n’étant représentée que par des individus isolés. Le pin des montagnes n’occupe plus de territoires aussi importants que dans le passé, mais il est cependant l’un des végétaux caractéristiques des parties plus élevées du massif. Il est plus répandu dans les zones situées au-dessus de l’auberge d’Aleko et dans la réserve naturelle de Bistriško branište.
Aux endroits où, dans le passé, poussaient des pins des montagnes, se sont formées des colonies de genévriers nains. En outre, on rencontre dans l’étage subalpin des arbustes comme la myrtille, la bruyère en épi, la myrtille des marais. À certains endroits, on rencontre également le raisin d’ours (busserole). Dans l’étage subalpin, ainsi que dans l’étage alpin de végétation, les espèces herbacées sont le plus souvent du type fétuque ou agrostis (agrostide).

#### Étage montagnard
L’étage montagnard est le plus large du massif et celui qui occupe le plus de surface dans le parc naturel. Dans les parties les plus élevées de cet étage, les forêts sont constituées d’épicéas, et plus l’altitude est basse, plus ceux-ci cèdent la place aux pins sylvestres, aux pins de Macédoine, aux sapins et à d’autres essences comme les ifs, et, dans les zones les plus basses, aux hêtres et aux bouleaux. La limite qui sépare cet étage de l’étage subalpin est située plus bas que d'ordinaire : cela est dû à l’augmentation artificielle des surfaces de pâturages. En quelques rares endroits, on peut observer des colonies plus importantes de pins sylvestres, voire de petites forêts constituées d’individus de cette essence. On peut également observer à cet étage des colonies de pins de Macédoine, mais cette essence est relativement peu répandue. Le pin de Macédoine est une essence résiduelle et une espèce endémique dans les Balkans. De nombreuses tentatives ont été faites visant à élargir sa zone d’habitat. Dans cette partie du parc naturel, la végétation est également constituée de buissons de mûriers sauvages, de framboisiers et de myrtilles des marais. La végétation herbacée n’est pas très développée, mais on rencontre néanmoins des espèces endémiques telles que la pyrole moyenne (Pyrola media, Sw.)

#### Étage collinéen
Dans les parties les plus boisées de cet étage dominent des forêts mixtes d’épicéas, de pins sylvestres, de hêtres et de chênes. On rencontre également à cet étage des charmes, des bouleaux, des trembles, des érables, des frênes élevés, des tilleuls et d’autres essences. Les forêts de hêtres sont les plus répandues et occupent parfois des endroits situés à des altitudes d'au moins 500 m. Ces forêts sont parmi les mieux conservées et les moins affectées par l’intervention humaine. Les hêtres ont un âge relativement élevé ou un âge moyen, et çà et là, des forêts de hêtres séculaires ont été conservées, recouvrant de vastes espaces.
Dans le lit des rivières et aux endroits situés à proximité immédiate des étendues d’eau, on rencontre des colonies et des individus isolés de type saule Marsault, aulne ou saule laurier (Salix pentandra, L., qui fait partie des espèces considérées comme menacées par la liste rouge bulgare des espèces en danger). Les parties les plus basses de l’étage sont recouvertes de bouleaux et de noisetiers, ainsi que d’un grand nombre d’arbrisseaux. Cela est dû au fait qu’une grande partie de ces surfaces ait été déboisée et qu’ainsi, les caractéristiques initiales de la végétation forestière ont disparu.

#### Étage collinéen inférieur
Cette partie du massif comprend des terrains situés à une altitude comprise entre 1 000 et 1 400 m. Les représentants principaux du monde végétal sont ici les chênes et les hêtres, mais à des endroits isolés, on rencontre également des colonies constituées d’essences de conifères, caractéristiques d’altitudes plus élevées. Par endroits, de grandes forêts de chênes se mêlent à des érables, des trembles, des érables champêtres et d’autres essences. Dans certaines zones, on observe un remplacement naturel progressif des hêtres par les charmes. Dans ces parties les plus basses du massif, on rencontre déjà une grande variété végétale de plantes herbacées et de plantes à fleur.

### Faune

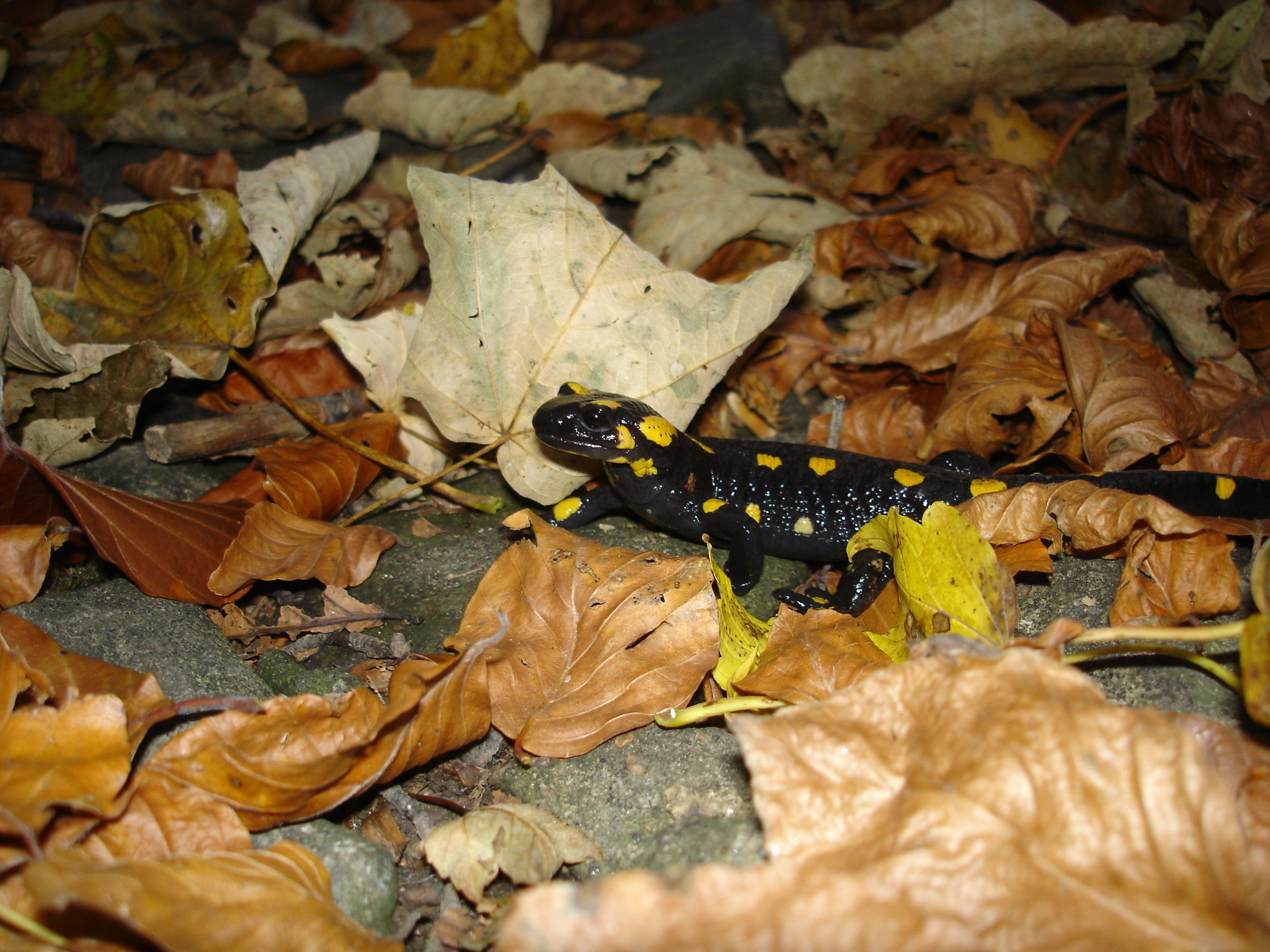
Salamandre commune - amphibien figurant sur la liste rouge bulgare des espèces en danger.

Bien que le Vitocha se trouve dans les environs immédiats de Sofia, la faune y est extrêmement variée.

#### Vertébrés

##### Mammifères
Les grands mammifères sont peu nombreux. Cela est surtout dû au braconnage, à cause duquel il reste à peine quelques espèces : cerf élaphe, chevreuil, sanglier, ours brun et loup, le nombre d’individus n’étant pas extrêmement élevé. Outre ces espèces, on rencontre également la musaraigne aquatique européenne, la musaraigne bicolore, le lièvre du Cap, le loir, le renard roux, la loutre d’Europe et d’autres. On rencontre également le chat sauvage, mais le nombre d’individus de cette espèce est extrêmement faible.
Des tentatives ont été réalisées d’acclimater des espèces étrangères de mammifères, mais aucun individu n’est resté de celles-ci. Les onze espèces répertoriées de chauves-souris sont d’une importance toute particulière : il s'agit là d'un nombre élevé pour un aussi petit territoire. C’est dans la région karstique de Bosnek que se trouve la plus grande variété de chauves-souris. Toutes les espèces de chauves-souris sont protégées par la loi bulgare relative à la protection de la nature, mais leur nombre a cependant diminué au cours des dernières années. Cela est dû au développement du tourisme et à la transformation des grottes, qui constituent l’habitat naturel des chauves-souris, en lieux touristiques. Les espèces les plus fréquentes de chauves-souris observables sur le Vitocha sont le petit rhinolophe, le grand rhinolophe et le grand murin.

##### Oiseaux
Près de 200 espèces d’oiseaux sont répertoriées, dont 120 nichent sur le territoire du Vitocha. La plus répandue est le casse-noix moucheté, que l’on rencontre le plus souvent dans les forêts d’épicéas, ainsi que le roitelet huppé, le bec-croisé des sapins, la mésange noire, le bouvreuil pivoine et d’autres espèces. Les espèces suivantes sont également particulièrement importantes : l’autour des palombes et l’épervier d’Europe, le pic noir et d’autres oiseaux du genre Dendrocopos : pic épeiche, pic mar, pic épeichette, pic syriaque, qui sont des espèces rares.
Parmi les autres oiseaux observables, on trouve notamment le faucon crécerelle, la buse féroce, la buse variable. Dans les parties les plus hautes, on rencontre notamment l’alouette hausse-col, le pipit spioncelle, la monticole de roche, le traquet motteux, le rouge-queue noir, le merle à plastron. Dans les parties plus basses, dans les forêts de feuillus ou les forêts mixtes, on rencontre également la gélinotte des bois et le geai des chênes.
Parmi les oiseaux nocturnes, on rencontre : la chouette hulotte, le hibou moyen-duc, le hibou grand-duc la chouette chevêche et la chouette de Tengmalm ; parmi les oiseaux de proie diurnes : l’aigle royal, l’aigle pomarin, le circaète Jean-le-Blanc, la bondrée apivore, et d’autres. On les rencontre très rarement pendant la saison de nidification, surtout dans les parties sud et sud-ouest du massif.

##### Poissons
Les poissons ne sont pas très répandus dans le massif. Cela est dû au nombre restreint d’étendues d’eau, ainsi qu’à leur nature, avant tout du type torrent de montagne : la truite de rivière, pour laquelle les cours d’eau rapides sont un habitat idéal, y est l’espèce la plus répandue. Des tentatives ont été réalisées dans le passé pour acclimater des truites dans les plans d’eau du Vitocha, mais pour le moment, cette espèce n'y est guère présente.

#### Invertébrés
Le nombre d’invertébrés est considérable. Le Vitocha a été déclaré zone d’importance toute particulière en matière de préservation des espèces d’invertébrés. Le nombre des espèces endémiques et reliques est également élevé : près de 150 espèces endémiques balkaniques et bulgares et 85 espèces reliques. On rencontre environ 300 espèces d’animaux invertébrés figurant sur les listes d’animaux rares. Le Vitocha occupe la deuxième place en termes de diversité des espèces endémiques vivant sous terre. Les espèces endémiques locales sont constituées par trois espèces de crustacés cavernicoles. La quasi-totalité des invertébrés cavernicoles est protégée par la loi bulgare relative à la protection de la nature, car ils ne sont pas en mesure de s’adapter à la mutation de leur habitat.
Les insectes les plus répandus sont le capricorne du chêne, Morimus funereus, Muls. et d’autres. Au cours des dernières années, le nombre de papillons de type apollon a considérablement diminué, et les scientifiques estiment que si des mesures ne sont pas prises dans les années qui viennent en vue de sa préservation, il est appelé à disparaître.

## Histoire
De nombreuses ruines témoignent de l'occupation humaine très ancienne du massif, qui servit souvent de refuge aux habitants de la plaine de Sofia face aux différentes invasions. La situation stratégique du Vitocha a été très tôt utilisée, comme en témoignent les nombreux restes de forteresses ou encore la présence d'un sanctuaire thrace dédié au culte du soleil, situé sur le sommet dit Kikiš (1 434,6 m), à l'ouest du monastère de Dragalevci.
Plus de 40 monastères furent créés au Moyen Âge sur le territoire du Vitocha, dont deux seulement ont été conservés. Les autres ont pour la plupart été détruits à l'époque de la domination ottomane. Le plus important est le monastère de l'Assomption de Dragalevci, construit à l'époque du tsar Ivan Alexandre (1331-1371), sans doute aux environs de 1345. Il fut un centre important de l'activité littéraire médiévale dans la région de Sofia. De l'autre côté du massif, sur le versant occidental, se trouve le monastère Saint-Nicolas de Kladnica, fondé au XIIIe siècle et détruit à l'époque ottomane. Il a été refondé en 1841 et reconstruit selon un modèle ancien. À 100 mètres environ au-dessus du monastère se trouvent les ruines de la citadelle de Kladnica, probablement construite aux Ve et VIe siècles. Au pied du Vitocha se trouve également l’église de Bojana (Saint-Pantaléon), qui est un des symboles culturels de la Bulgarie et est inscrite sur la liste du Patrimoine mondial de l’UNESCO.

## Activités

### Activité touristique et récréative

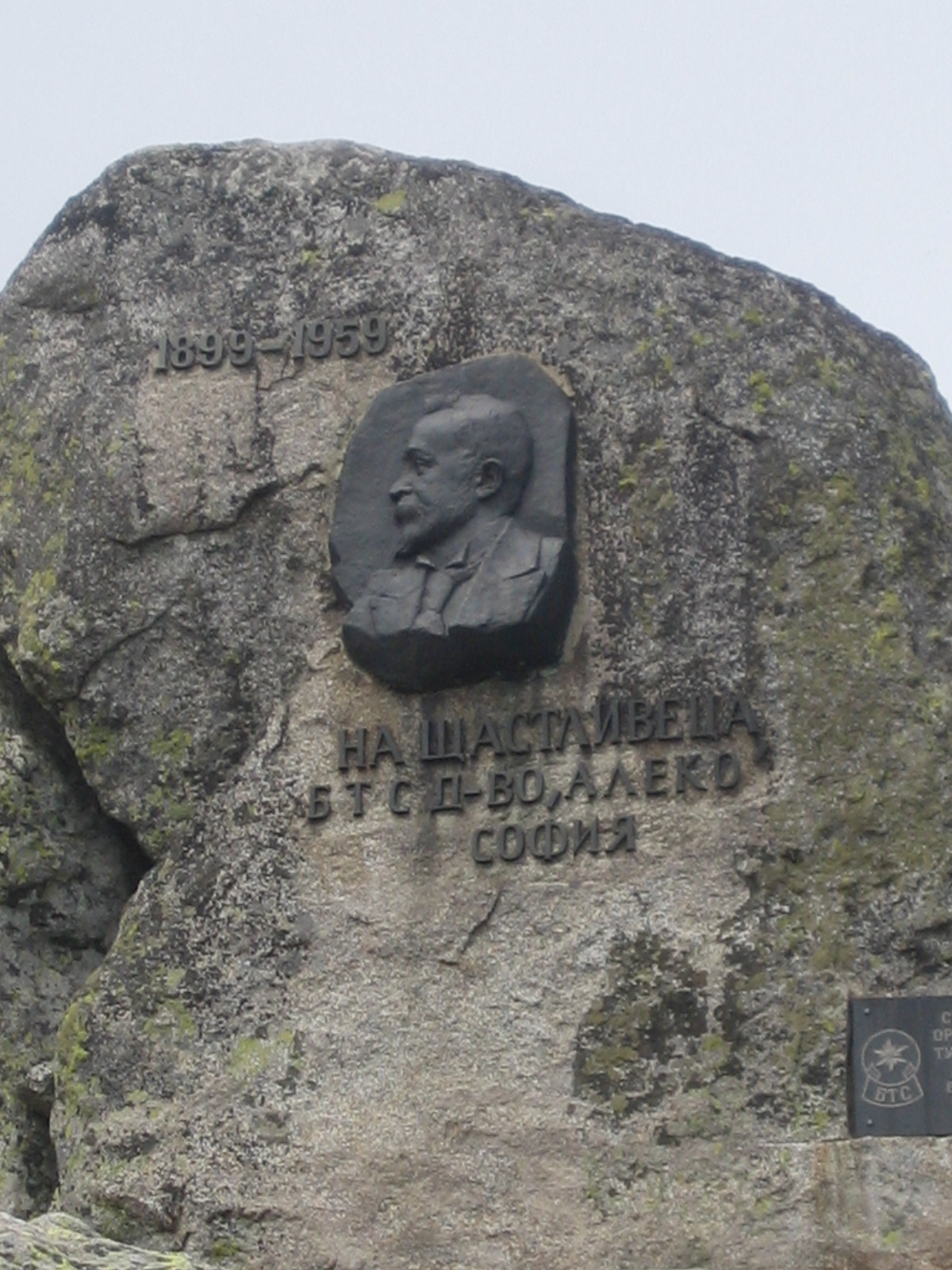
Monument à Aleko Konstantinov sur le Černi vrǎh.

Les monts Vitocha se trouvent à proximité immédiate de Sofia, ce qui a eu pour conséquence des mutations plus importantes encore que pour les autres massifs bulgares. Sur le territoire du massif se trouve le parc naturel du Vitocha, le plus ancien de la péninsule balkanique. Le Vitocha est le lieu favori des activités touristiques des Sofiotes.
Le mouvement touristique a commencé en Bulgarie par l'ascension du Černi vrǎh, le 27 août 1895, à l'invitation de l'écrivain Aleko Konstantinov, qui a donné son prénom au site situé aujourd'hui au bas de la station de ski. Les premiers balisages d'itinéraires de randonnée ont été réalisés sur le Vitocha en 1901, entre Dragalevci et le Černi vrǎh.
Les itinéraires d’excursion les plus connus relient les points de départ de Knjaževo et Dragalevci au site d’Aleko, situé en dessous du Černi vrǎh. À cet endroit se trouvait le chalet-auberge Štastliveca, détruit en novembre 2007, dont le nom rappelle le pseudonyme d’Aleko Konstantinov, « l’heureux ». Un autre but favori est le lieu-dit Les Ponts d’or (Zlatnite Mostove), secteur dans lequel se trouvent de nombreux chalets et auberges, appartenant souvent à des entreprises ou institutions bulgares (l’Académie bulgare des sciences y possède par exemple plusieurs chalets). Au lieu-dit Kopitoto (« le fer à cheval », 1 347,9 m), où se trouve une tour de télévision, un grand hôtel du même nom est également très apprécié par les promeneurs sofiotes.

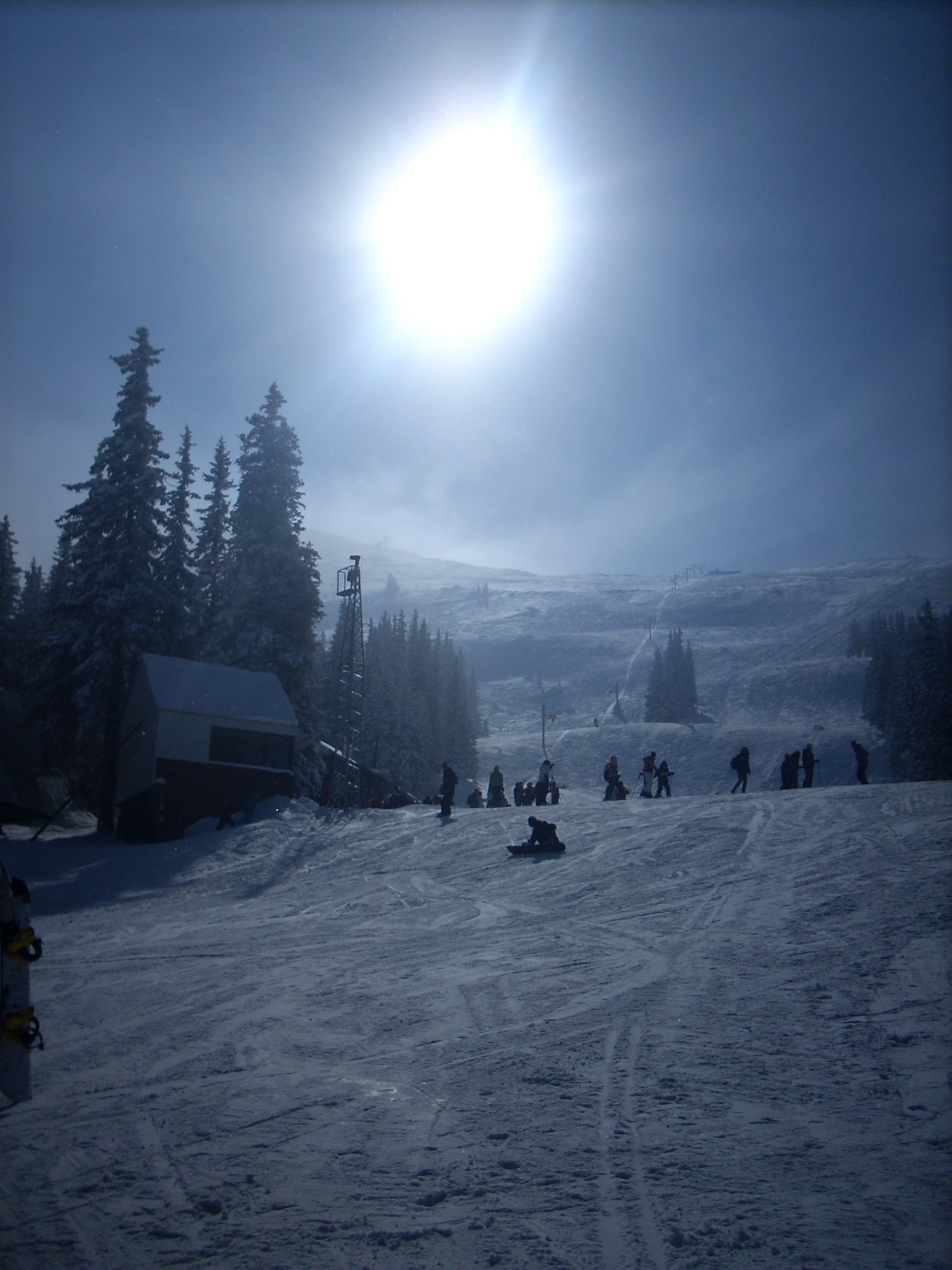
Vue du bas des pistes de ski à Aleko sur le Vitocha (mars 2009).

Le Vitocha est également, avec la station d'Aleko, l'une des six stations de sports d'hiver de Bulgarie. Le massif offre en effet, de décembre à mars environ, de bonnes conditions pour les sports d’hiver, ski, snowboard, luge et autres activités. Aleko est le centre principal des sports d'hiver dans le massif. À l'ouest du plateau, après la réserve de Bistriško branište, se trouve également le centre de ski de Konjarnika-Vetrovala, surtout adapté aux enfants ou aux skieurs débutants. On trouve dans la partie septentrionale du Vitocha 6 pistes, dont une verte (facile), trois bleues (difficulté moyenne), une rouge (difficile) et une rouge et noire (très difficile). On peut accéder au haut des pistes du Vitocha grâce à un télésiège, six téléskis et trois téléskis pour enfants.
À la belle saison, le plateau du Vitocha est également un lieu très prisé de pratique du parapente. On pratique aussi sur le massif la descente VTT, surtout à partir de la station de Goli vrăh (« Pic nu », 1 837 m), où arrive le télésiège de Dragalevci.
Les possibilités de transports publics de Sofia vers le Vitocha sont multiples. Différentes routes permettent d’accéder à l’intérieur du massif, notamment une route qui part de Dragalevci et mène à la station d’Aleko. Elle est empruntée par plusieurs lignes de bus. Une télécabine qui part de Simeonovo mène à Aleko, un télésiège part de Dragalevci et mène près du sommet du Goli vrăh. Une deuxième télécabine, qui reliait le quartier de Knjaževo au lieu-dit Kopitoto, est fermée depuis 1992. Une autre télécabine partant du nord de Železnica et arrivant près du sommet du Goljam kupen est utilisé par l'administration du Parc naturel, notamment pour le transport de matériel, et n'est pas accessible au public.

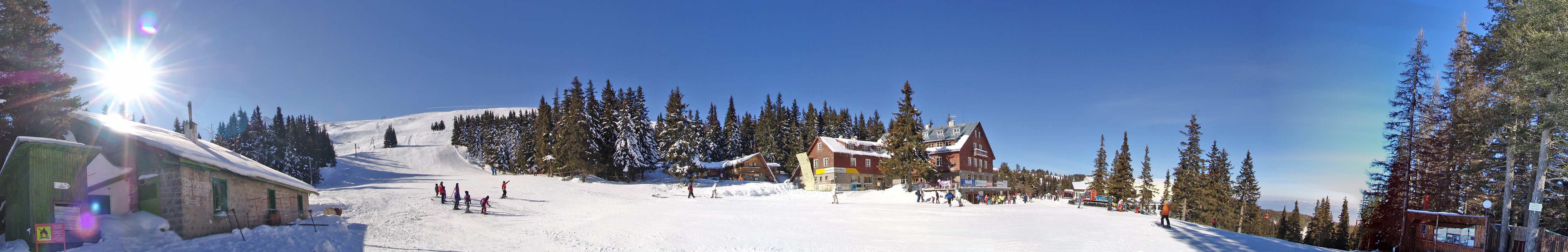
Vue panoramique du lieu-dit Aleko au Vitocha.

### Protection environnementale

#### Parc naturel du Vitocha

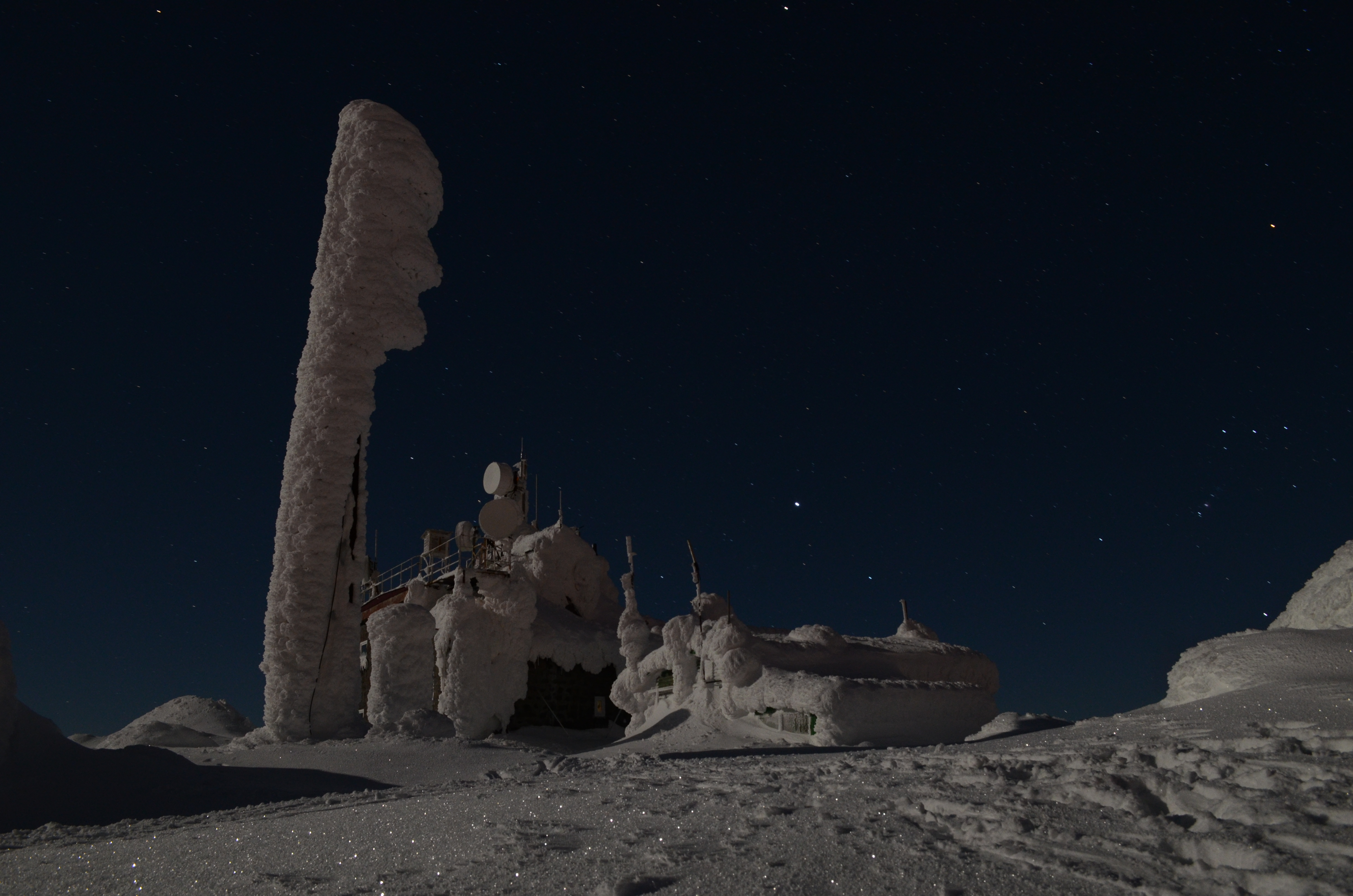
Nuit hivernale dans le parc naturel du Vitocha (évrier 2013).

Le parc naturel du Vitocha, créé en 1934, est le plus ancien de la péninsule balkanique. En même temps que le parc a été créée la réserve de Bistriško branište, qui se trouve dans la partie orientale de son territoire, le but étant de préserver les forêts de conifères et la diversité des graminées de haute montagne dans cette zone. Cette réserve naturelle a obtenu plus tard le statut de réserve de biosphère du programme homme et biosphère de l'UNESCO et est l’une des seize réserves de son réseau bulgare. La réserve des tourbières de Torfeno branište, dans laquelle l'épaisseur de tourbe atteint jusqu'à 2 mètres, a été créée plus tard et est la deuxième du parc naturel. Sur le territoire du parc se trouve également la cascade de Bojana, la plus haute du massif (15 mètres).
Initialement, il s'agissait d'un parc national d'une surface de 6 410 hectares. L'ordonnance du Ministère de l'environnement et des eaux du 14 juillet 2000 a modifié son classement pour en faire un parc naturel, c'est-à-dire que son territoire n'est plus considéré dans son intégralité comme une propriété d'État. Ce nouveau classement entérine de fait la présence dans le massif de nombreuses propriétés privées (souvent restituées depuis 1990), communales ou sociales. Les dimensions et les limites du parc ont connu des modifications fréquentes depuis sa création et à l’heure actuelle, sa surface est de 27 079,114 hectares. 67,7 % de cette surface appartiennent à l'État bulgare (y compris les réserves naturelles), 17,5 % sont des propriétés communales ou administrées par des communes, 14 % des propriétés privées, 0,1 % des copropriétés, 0,1 % également à des organismes sociaux, enfin 0,2 % à l'Église orthodoxe bulgare.

#### Problèmes environnementaux
Depuis la tempête du 22 mai 2001, environ 60 hectares de forêt ont été ravagés dans la réserve naturelle de Bistriško branište et, par la suite, le bois abattu a été la source d’une épidémie du parasite bostryche typographe. Celui-ci se nourrit de l’écorce des arbres et représente un danger réel pour les forêts du parc. Initialement, ce parasite se rencontrait seulement dans la réserve, mais il s’est ensuite répandu à l’extérieur de ce territoire. En mai 2005, la chute d’arbres due à des tempêtes et à la prolifération du parasite avait occasionné le déboisement d’une surface d’environ 12 hectares.

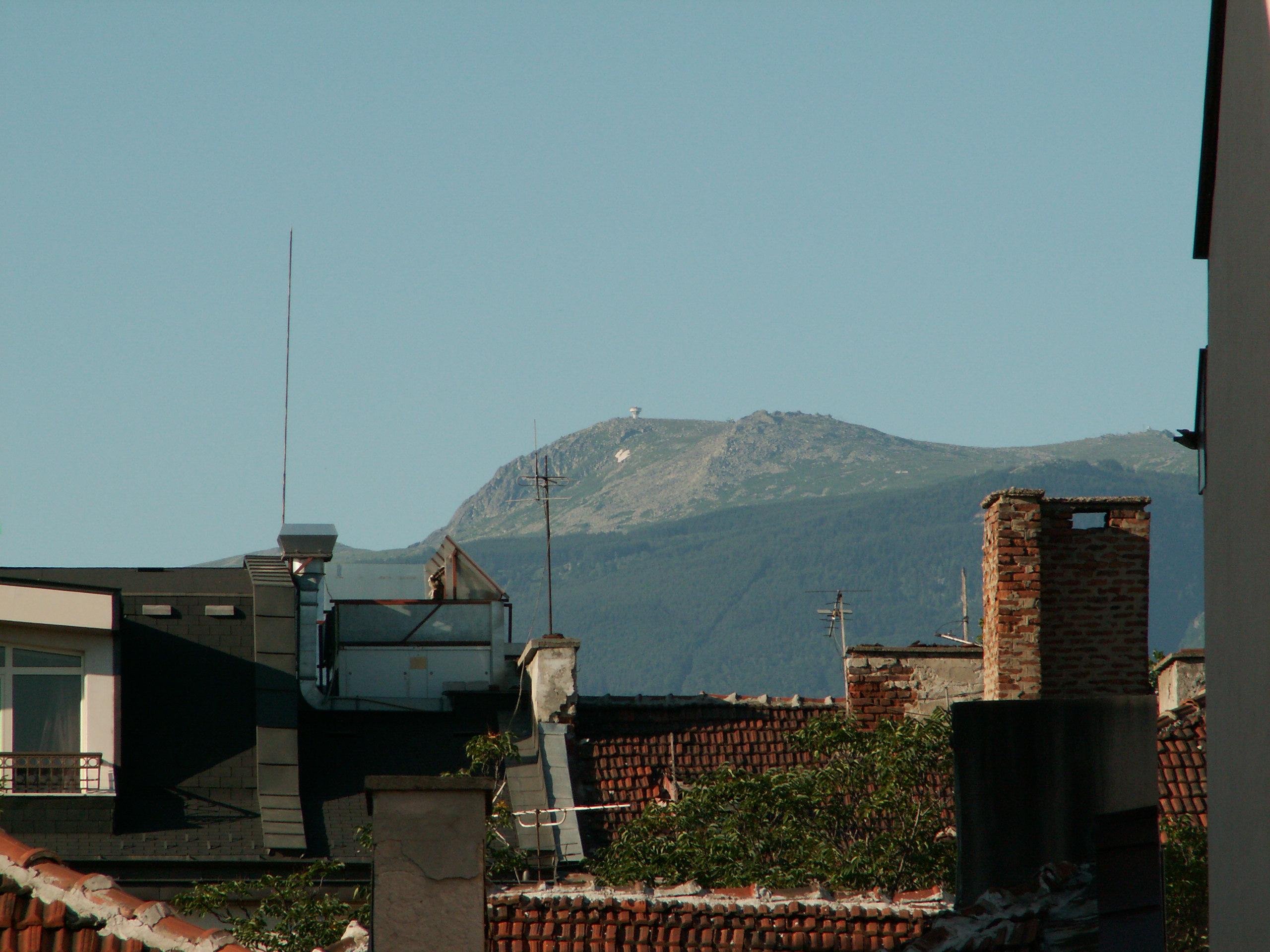
Vue du sommet en juillet 2009.

Au nord, dans les zones non classées dans le parc naturel situées au pied du massif, on assiste à une urbanisation souvent anarchique, en particulier dans les quartiers de Dragalevci et de Simeonovo. Près de la télécabine de Simeonovo, des constructions massives et incontrôlées d'appartements privés et d’hôtels, destinés à une clientèle fortunée utilisant la station de ski d’Aleko, ont particulièrement enlaidi le paysage, faisant perdre au quartier une bonne partie de l’aspect semi-villageois qu’il présentait jusqu’en 2007. Les constructions sauvages observables dans les quartiers situés au pied du Vitocha sont un phénomène général dans les lieux touristiques de Bulgarie, dû en particulier aux mécanismes du blanchiment d’argent et de la corruption qui règne parmi les élus des municipalités touristiques du pays.
Le projet de la société Vitosha Ski AD, qui gère l'essentiel du domaine skiable, inquiète les protecteurs de l'environnement : il ferait passer la superficie des pistes de 19 à 142,5 hectares, au mépris de la législation du parc naturel et de la législation de l'Union européenne (le Vitocha fait partie des sites Natura 2000 de Bulgarie). La société appartient à une compagnie offshore domiciliée aux îles Vierges britanniques. Le projet impliquerait l'aménagement de huit nouvelles pistes et la construction de 18 remonte-pentes. En octobre 2009, la décision de la nouvelle ministre de l'environnement Nona Karadžova d'arrêter la procédure d'aménagement afin d'échapper à des amendes de l'Union européenne a été célébrée comme un succès partiel par les défenseurs du Vitocha. La justification officielle invoquée est que le plan de gestion du parc naturel ne prévoit pas l'aménagement de nouvelles pistes et la construction de nouveaux équipements. Cependant, la société ayant commencé sans autorisation à procéder à des travaux de grande envergure dans le massif, cela a conduit à des destructions importantes du paysage et à des déboisements. La société s'est de nouveau adressée aux médias le 7 décembre 2009, en déclarant vouloir investir 50 millions d'euros dans les infrastructures sportives et touristiques de la zone d'Aleko et 20 autres millions dans la modernisation de la télécabine et du télésiège qui mènent à la zone skiable, qui permettraient d'élever la capacité de 300 à 3 000 personnes par heure. La longueur des remonte-pentes doit également être augmentée, ainsi que celle des pistes skiables.

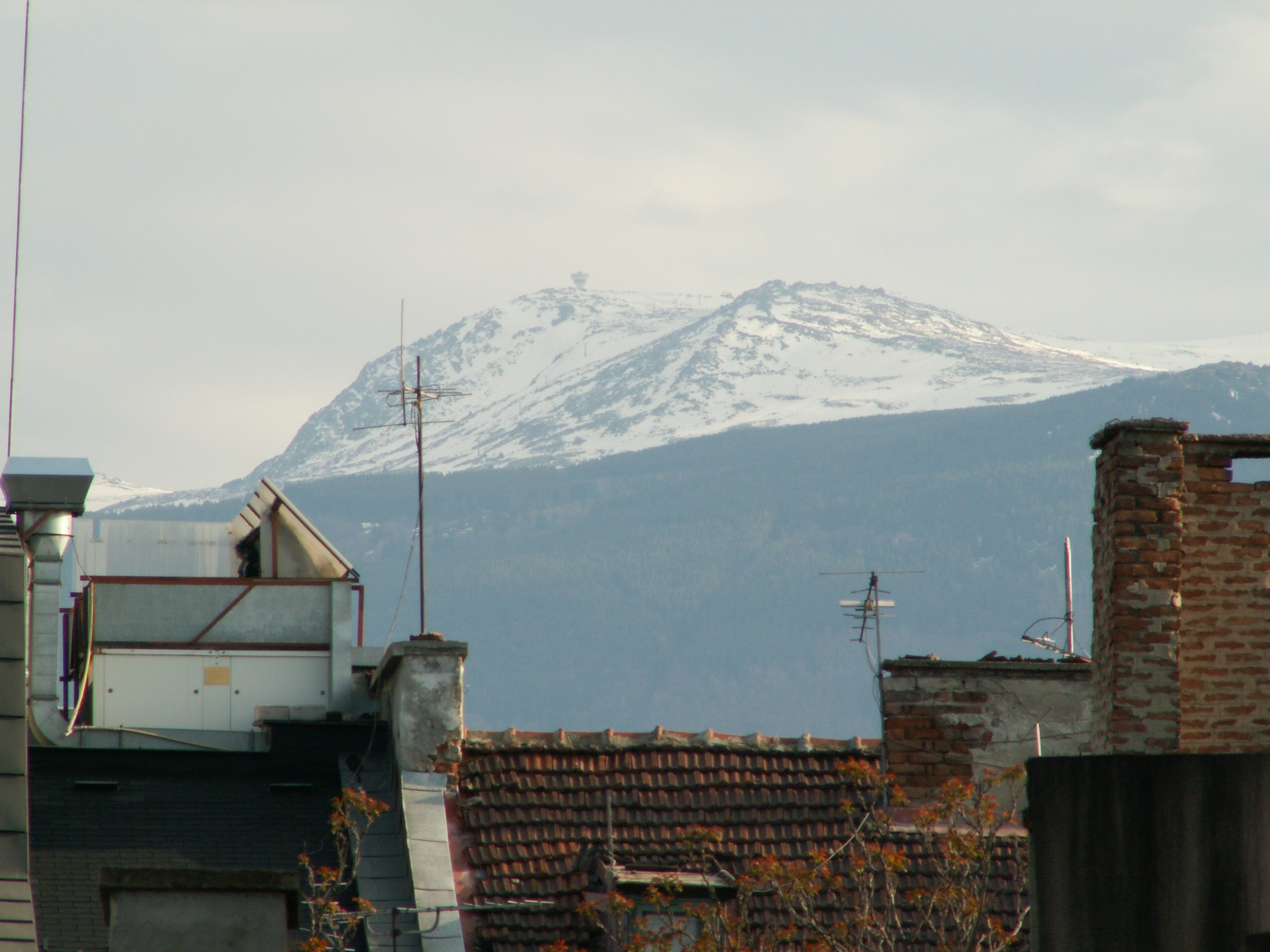
Le sommet du Vitocha au-dessus des toits de Sofia, vu depuis le quartier de Sredec (début mai 2009).
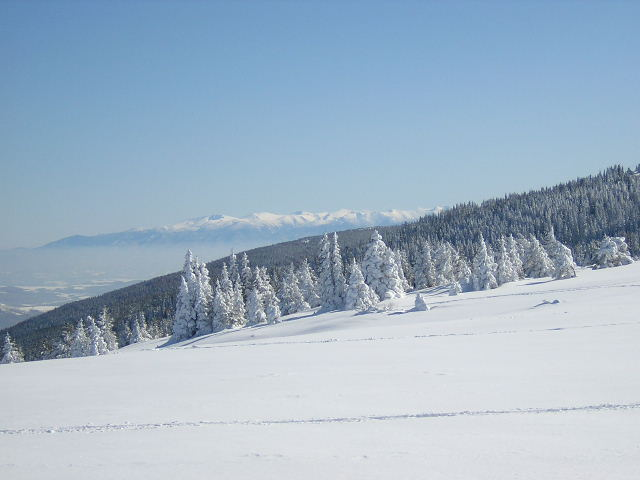
Paysage d'hiver sur le Vitocha, avec vue sur le massif du Rila en arrière-plan.
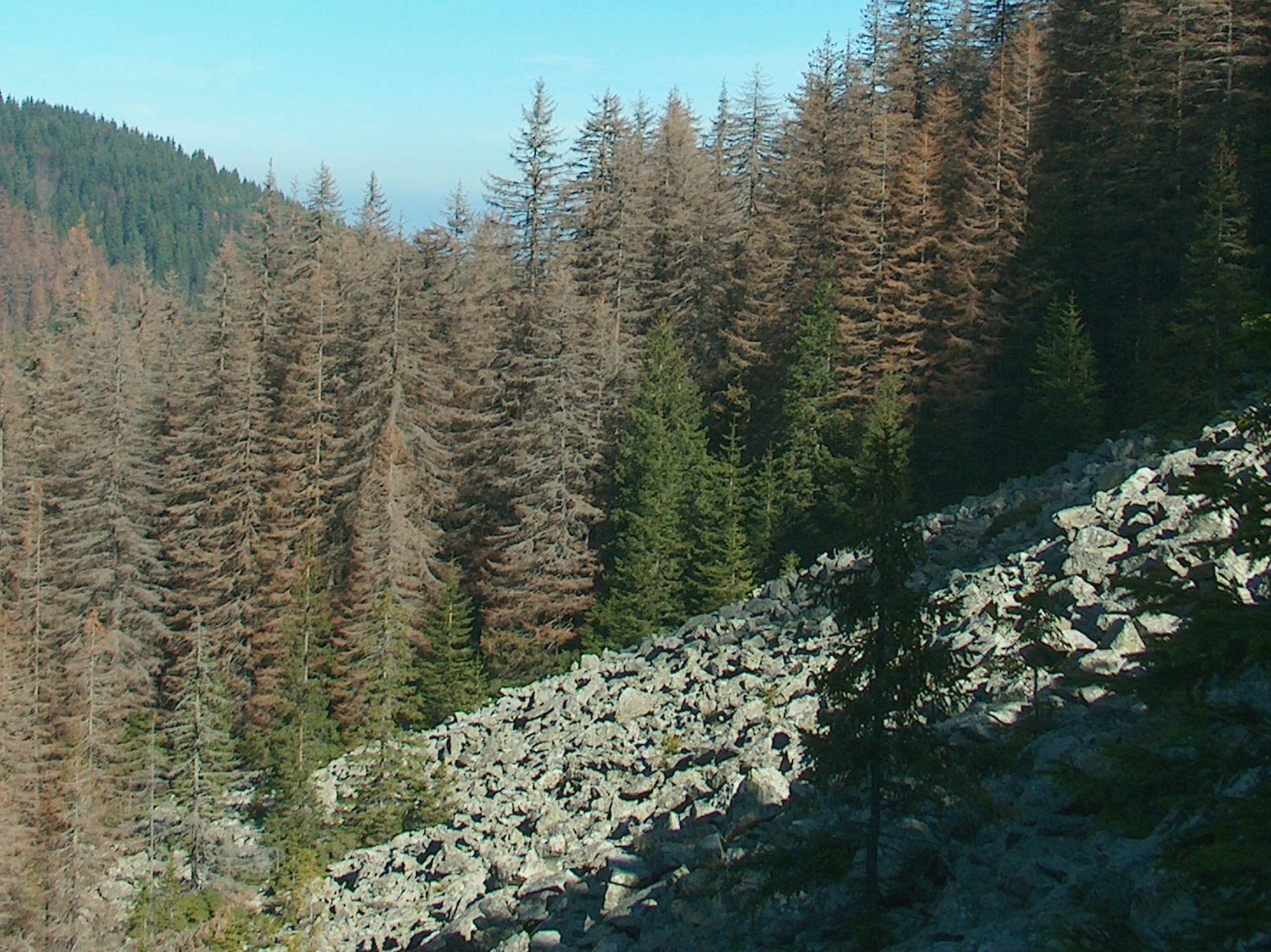
Pierrier sur le Vitocha.
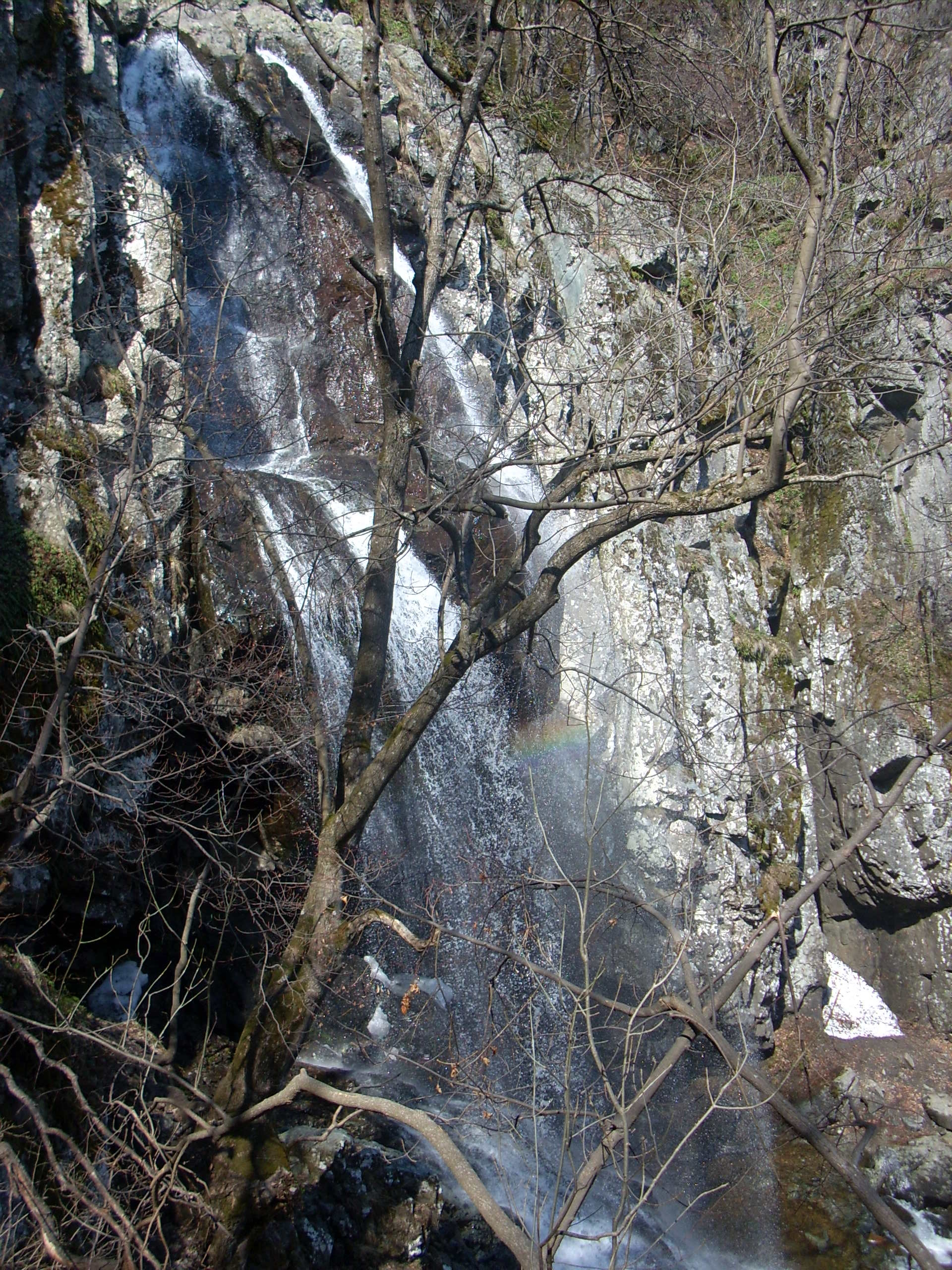
La cascade de Bojana (Bojanski vodopad), avril 2009.
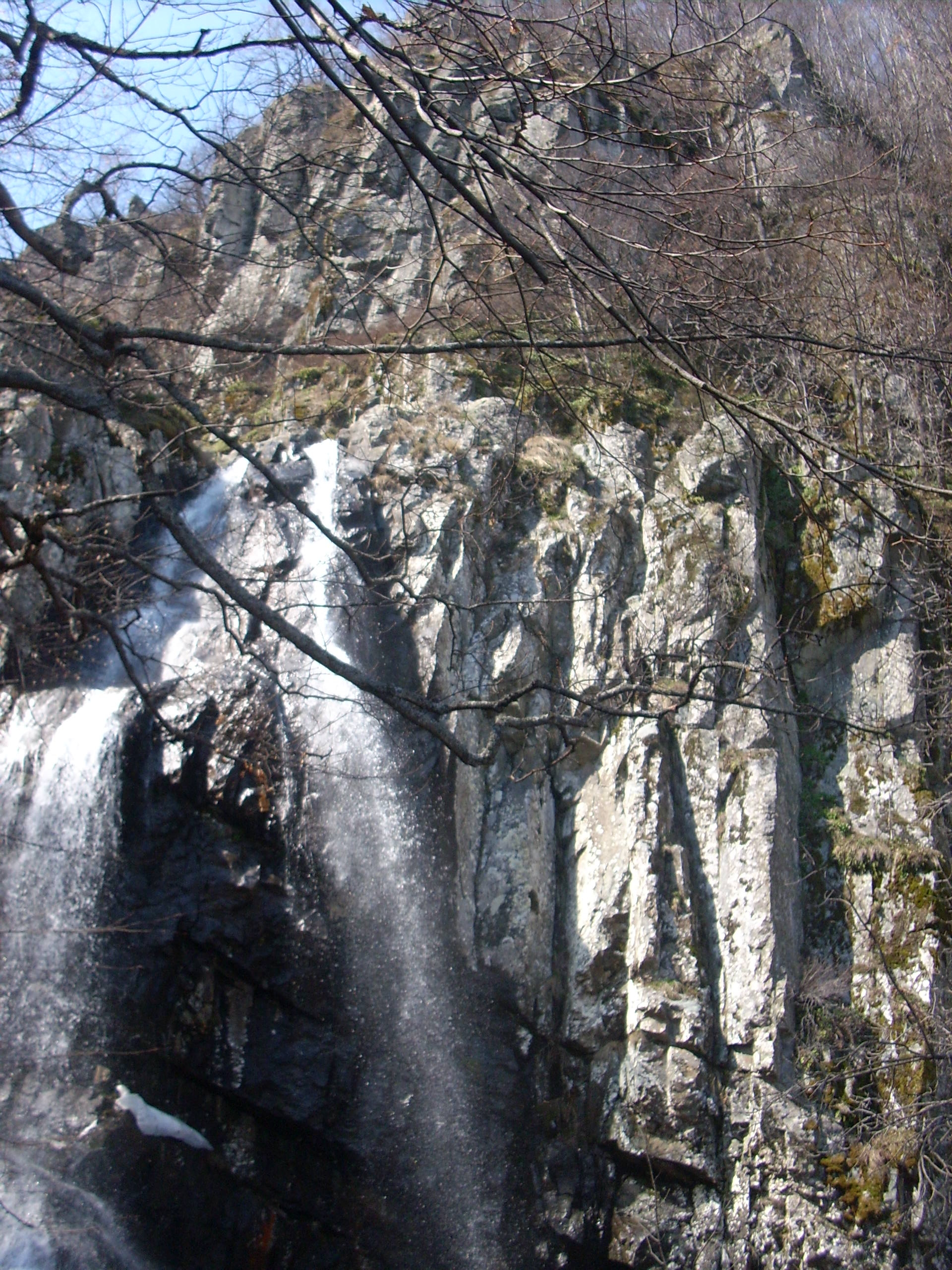
Cascade de Bojana (avril 2009).